# Chinoiserie

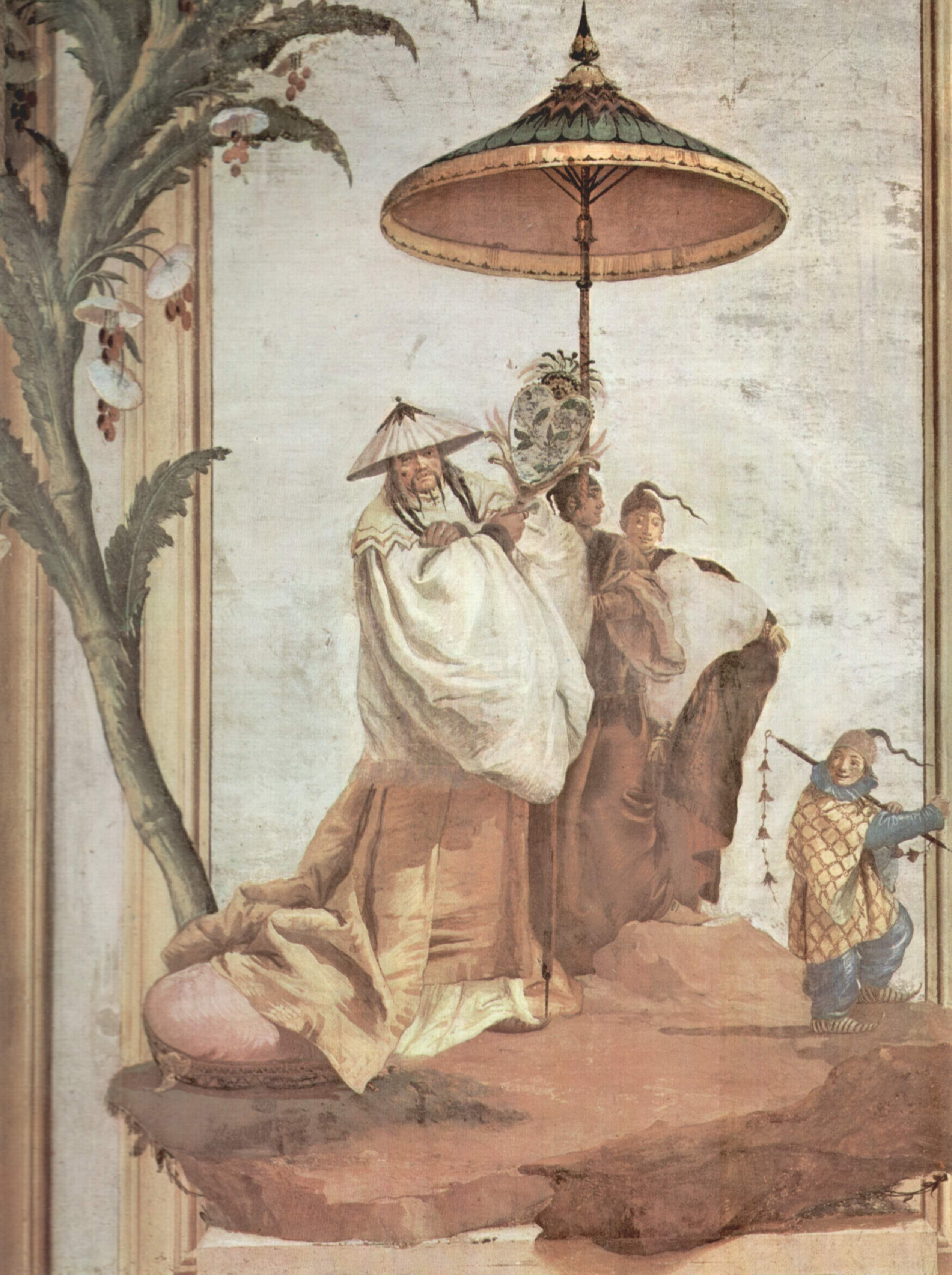
Landschaft mit Mandarinenbaum (1757), Fresko von Giovanni Domenico Tiepolo, Villa Valmarana ai Nani Vicenza, Italien

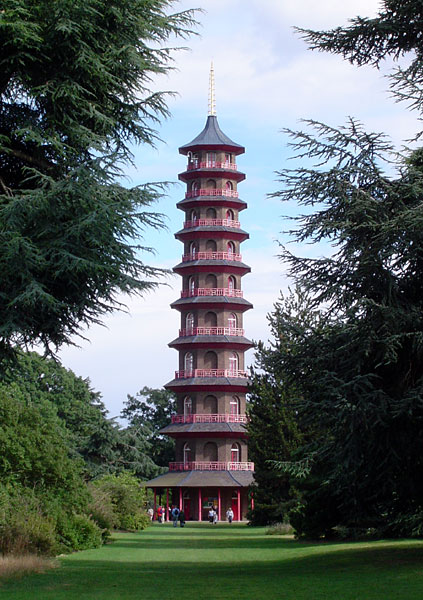
Pagode von William Chambers (1762) in Kew Gardens

Chinoiserie (von französisch chinois = chinesisch) ist die Bezeichnung für eine Richtung der europäischen Kunst, die sich an chinesischen oder anderen ostasiatischen Vorbildern orientierte und besonders im späten 17. und im 18. Jahrhundert populär war. Die China-Begeisterung speiste sich sowohl aus Interesse am Exotismus als auch aus der Vorstellung eines friedlichen und kultivierten Riesenreiches, dessen große Bevölkerung bis in einfache Schichten literarisch und philosophisch gebildet war.
Bedeutende Elemente der Chinamode waren vor allem die jahrhundertelange Begeisterung für chinesisches Porzellan und Lackarbeiten, groß in Mode waren außerdem Seide und Papiertapeten. All diese Produkte wurden vor allem durch den gesteigerten Überseehandel in Europa bekannt.

## Definition
Der Begriff Chinoiserie umfasst im weitesten Sinne Gestaltungsformen in Kunst, Kunsthandwerk und Architektur, die von chinesischer Kunst inspiriert sind, aber auch von anderen exotischen Ländern, wie Japan, Indien oder Amerika. Im 17.–18. Jahrhundert begegnet auch zuweilen der Begriff „indianisch“ für Chinoiserien. Dabei wurden einerseits echte und sehr wertvolle Objekte aus China oder Japan – wie z. B. Porzellan, Lack oder Seide – verwendet, und mit europäischen Künsten kombiniert. Andererseits entstanden auch Kopien oder den Originalen in einem weiteren Sinne nachempfundene Objekte oder Bauwerke.
Grundsätzlich lassen sich drei Perioden unterscheiden, die sich aber überschneiden. Die erste Phase von etwa 1650/1670 bis ca. 1730 ist die kopierende oder imitierende Chinoiserie. Von etwa 1720 bis 1760, also in der Epoche des Spätbarock und Rokoko, entstand die frei fantasierende Chinoiserie, die mit der chinesischen Realität nur wenig oder nichts zu tun hat, sondern stattdessen humorvoll, bizarr und dezent karikierend ist (z. B. Meißner Porzellan). Die dritte Phase von etwa 1760 bis ca. 1820 wird als romantisierende Chinoiserie bezeichnet und deckt sich in etwa mit der Epoche des Klassizismus. Zu dieser Zeit kam die Chinoiserie beim Porzellan aus der Mode. Landschaftsdarstellungen wurden modern und chinesische Gärten entstanden; außerdem wurde chinesische Architektur nachgeahmt wie z. B. Pagoden und Pavillons.

## China aus europäischer Sicht

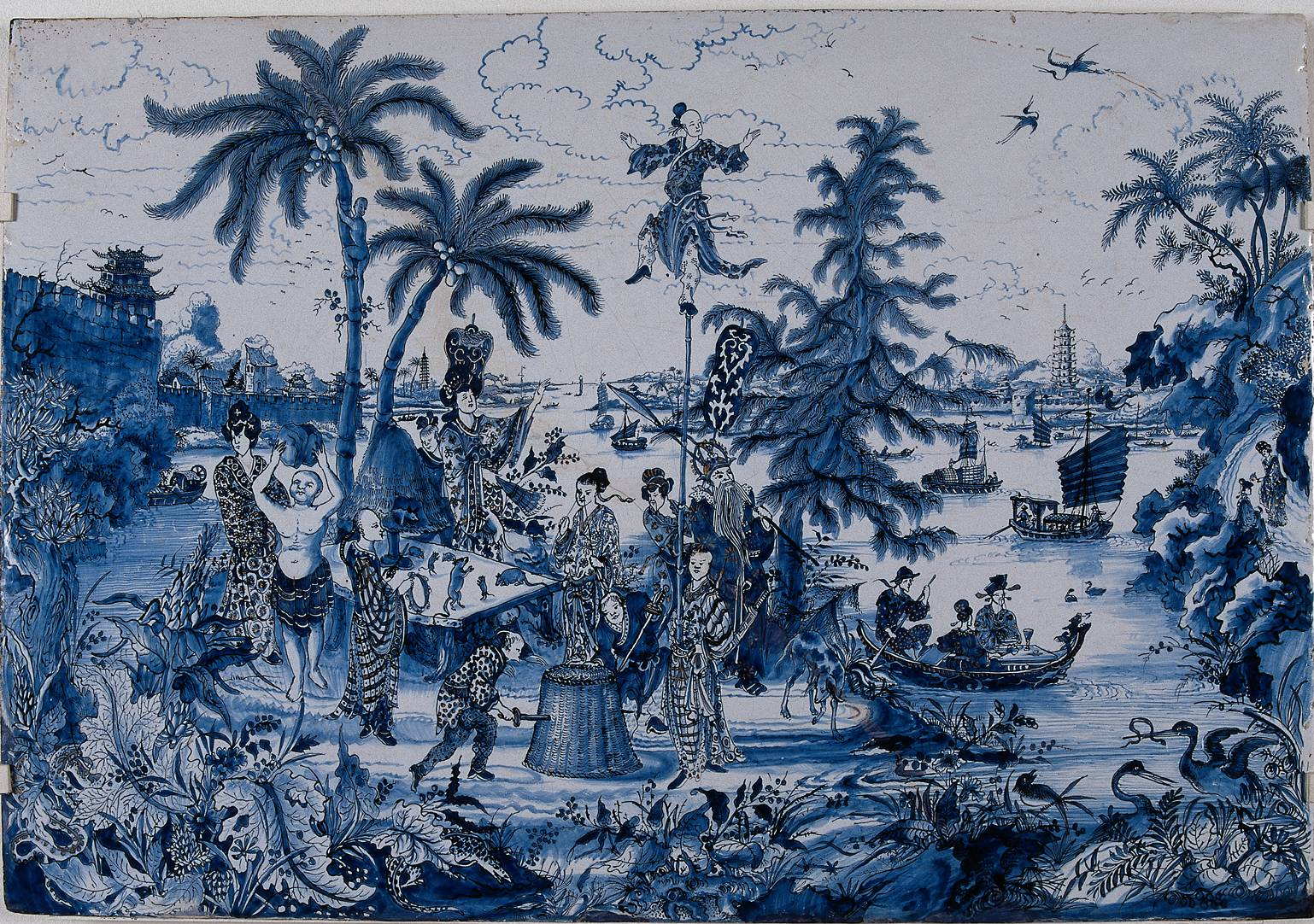
Fliesenmalerei mit „chinesischer“ Landschaft, 63 × 92 cm, Fayence aus Delft, ca. 1680–1700

Für die Menschen in Europa waren China (und andere Länder Ostasiens) lange Zeit ein weit entfernter, beinahe unerreichbarer Ort, den nur die allerwenigsten jemals zu Gesicht bekamen. Dies und die exquisite, teilweise fragile Schönheit und enorme Qualität der in Europa bekannten, hochverfeinerten Luxusgegenstände wie Seide, Porzellan oder Lack, deren Herstellung noch dazu lange Zeit ein Rätsel war, nährte die Vorstellung von einem märchenhaften exotischen Reich.
Erste konkretere Kenntnisse über China vermittelten die Reiseberichte Marco Polos, die ebenfalls teilweise märchenhaft gefärbt waren oder aus Sicht der Europäer so wirkten. Nach der Entdeckung des Seeweges nach Indien durch die Portugiesen im 15. Jahrhundert gelangten weitere Kenntnisse über China, Indien und Japan über Kaufleute und Gesandte nach Europa, seit Mitte des 17. Jahrhunderts vor allem über jesuitische Missionare. Sie konkretisierten das Chinabild und stellten das chinesische Reich in einer Idealform dar, als hochkultiviert und hochzivilisiert. Davon beeinflusst war China z. B. für Leibniz ein Reich, „das gleichsam wie ein Europa des Ostens das entgegengesetzte Ende der Erde ziert“ („Novissima Sinica“). Große Handelsgesellschaften wie die Niederländische Ostindien-Kompanie und die Britische Ostindien-Kompanie lebten vom massenweisen Import fernöstlicher, indischer und indonesischer Handelsware wie Seide, Porzellan, Möbel und Skulpturen.
1735 veröffentlichte Pater Jean-Baptiste Du Halde die vierbändige China-Enzyklopädie Déscription de la Chine, in der du Halde ein blühendes Reich beschreibt, dessen innerer Handelsaustausch entwickelter sei als der innerhalb Europas. Das Buch war ein Jahrhundert lang Pflichtlektüre für jedes Gespräch über China und animierte auch Voltaire zu begeisterten Kommentaren. Dieser schrieb 1756 über China als ein von aufgeklärten Gelehrtenbeamten regiertes Utopia.
Den französischen Physiokraten François Quesnay beeindruckte 1767 die (angebliche) Harmonie zwischen agrarischer Produktion und staatlicher Herrschaft in China so sehr, dass er sich den Despotisme de la Chine als Gesellschaftsmodell auch für Europa wünschte. Dass in China die Vergabe öffentlicher Ämter nach einem Prüfungssystem erfolgte, übte auch eine große Faszination auf das Bildungsbürgertum Europas aus, das sich gegen feudale Erbstrukturen durchsetzen wollte.
Erst in der zweiten Hälfte des 18. Jahrhunderts setzte auch eine Gegenbewegung ein, die die bedingungslose Chinamode und -verehrung in Zweifel zog, ja verspottete. Aber noch bis ins 19. Jahrhundert hinein galt das konfuzianische Staatswesen als vorbildlich.

## Porzellan und Fayencen

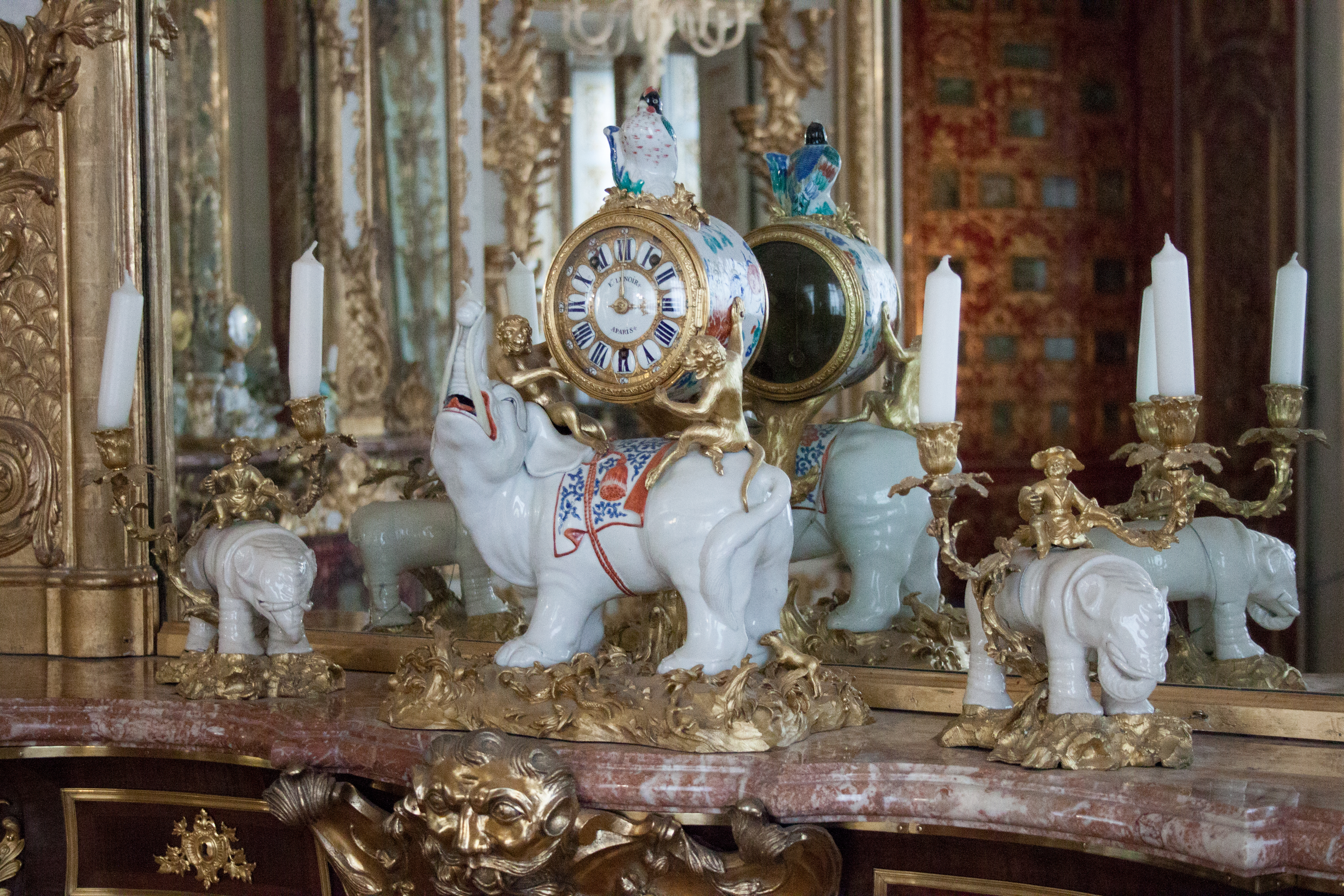
Asiatische Porzellanelefanten, die mithilfe von vergoldeten Monturen zu einer Uhr und Leuchtern umfunktioniert wurden, Spiegelkabinett der Residenz München

Neben und jenseits konkreten Wissens über China stellte seit dem 16. Jahrhundert vor allem chinesisches Porzellan und Fayencen ein großes Faszinosum für die kultivierte Welt Europas dar. Es wurde für seine Schönheit und als kostbare und exotische Rarität geschätzt und von reichen Personen, die es sich leisten konnten, gesammelt, und zierte die Schlösser, Paläste und Villen der Aristokratie in ganz Europa. Kleine Statuetten oder auch Vasen und Teller wurden manchmal mit vergoldeten Monturen im europäischen Stil verziert, um sie noch kostbarer zu gestalten; auf diese Weise wurden Figuren gelegentlich auch umfunktioniert, und aus einem originalen chinesischen Porzellan-Elefanten wurde dann z. B. ein Kerzenleuchter oder eine Uhr (siehe Abbildung).
Die Originalprodukte waren jedoch so teuer und die Nachfrage so groß, dass man besonders das blau-weiße Porzellan in Europa zu imitieren versuchte, was zuerst den Niederländern etwa um die Mitte des 17. Jahrhunderts in der Delfter Fayence-Manufaktur mit künstlerisch überzeugenden Lösungen gelang. Es wurde nicht nur blau-weißes Chinaporzellan imitiert, sondern auch japanisches Imari-Porzellan. Es wurden auch ganze Kachelbilder im chinoisen Stil hergestellt, nicht nur in blau-weiß, sondern auch mehrfarbig (Blau, Grün, Rot, Gelb und Schwarz auf weißem Grund), dabei konnten durchaus auch chinesische oder ostasiatische Figuren mit schwarz-afrikanischen durchmischt werden.
In der Folge entstanden auch in Deutschland zahlreiche Fayence-Manufakturen, die sich ebenfalls in Form und Dekor oft an chinesischen Vorbildern orientierten, zu den bedeutendsten gehörten diejenigen in Hanau (1661 gegr.) und in Frankfurt am Main (1666 gegr.). Die 1709 gegründete Manufaktur in Ansbach versuchte auch Geschirre der sogenannten Famille verte und japanisches Imari-Porzellan nachzuahmen. Auch in Bayreuth versuchte man ab 1719 Meißner Porzellan mit Chinoiserien nachzuahmen.

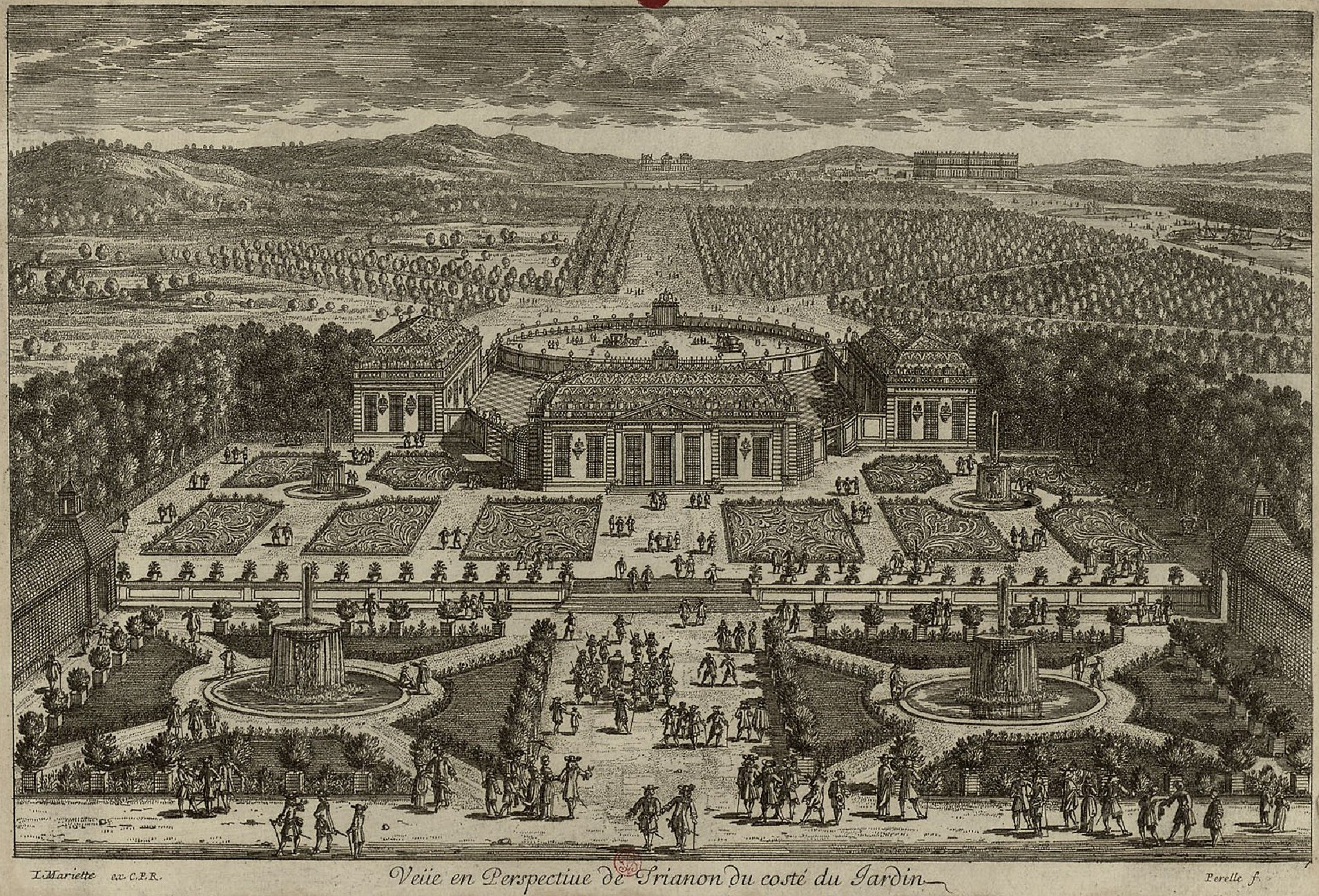
Das Trianon de Porcelaine im Park von Versailles, 1670–1687

Die Mode der chinoisen Fayencen und Delfter Kacheln erreichte einen Höhepunkt, als Ludwig XIV. von Frankreich ab 1670 für seine Maitresse Madame de Montespan im Park von Versailles ein kleines Lustschloss errichten ließ, das komplett mit „Porzellan“ verkleidet und ausgestattet war – das sogenannte Trianon de porcelaine. Die Wanddekorationen waren vollständig nach „türkischen und chinesischen Motiven“ gestaltet und wurden in einer Fayence-Manufaktur in Saint-Cloud hergestellt. Das Porzellan-Trianon wurde zwar 1687 aus diversen Gründen abgerissen (der König wollte inzwischen nichts mehr mit der Montespan zu tun haben) und durch das „Marmortrianon“ ersetzt, wurde aber nichtsdestotrotz zu einem großen Vorbild für ähnliche Schlösschen und Raumkreationen in ganz Frankreich und Europa. Der Mercure galant schrieb schon 1673: „Das Trianon bei Versailles hat bei allen Privatleuten den Wunsch erweckt, auch so etwas zu haben. Fast alle großen Herren, denen Landsitze gehören, haben sich etwas Ähnliches in ihren Parks errichten lassen …“.
Ein weiterer Schritt war der im 18. Jahrhundert gelungene Versuch der Porzellanherstellung durch Johann Friedrich Böttger in Meißen, wo man zahlreiche Kreationen von Services oder Zierfiguren erfand, die nun keine direkte Imitation ostasiatischer Vorbilder mehr waren, sondern eigene Erfindungen, nicht selten mit humorvollem Unterton (was jedoch grundsätzlich für die Kleinkunst des Rokoko gilt). Ähnliches gilt für die Erzeugnisse anderer Manufakturen in Europa, wie z. B. in Nymphenburg oder Sèvres.

Fayence und Porzellan, kopierende oder imitierende Chinoiserie (1. Periode)
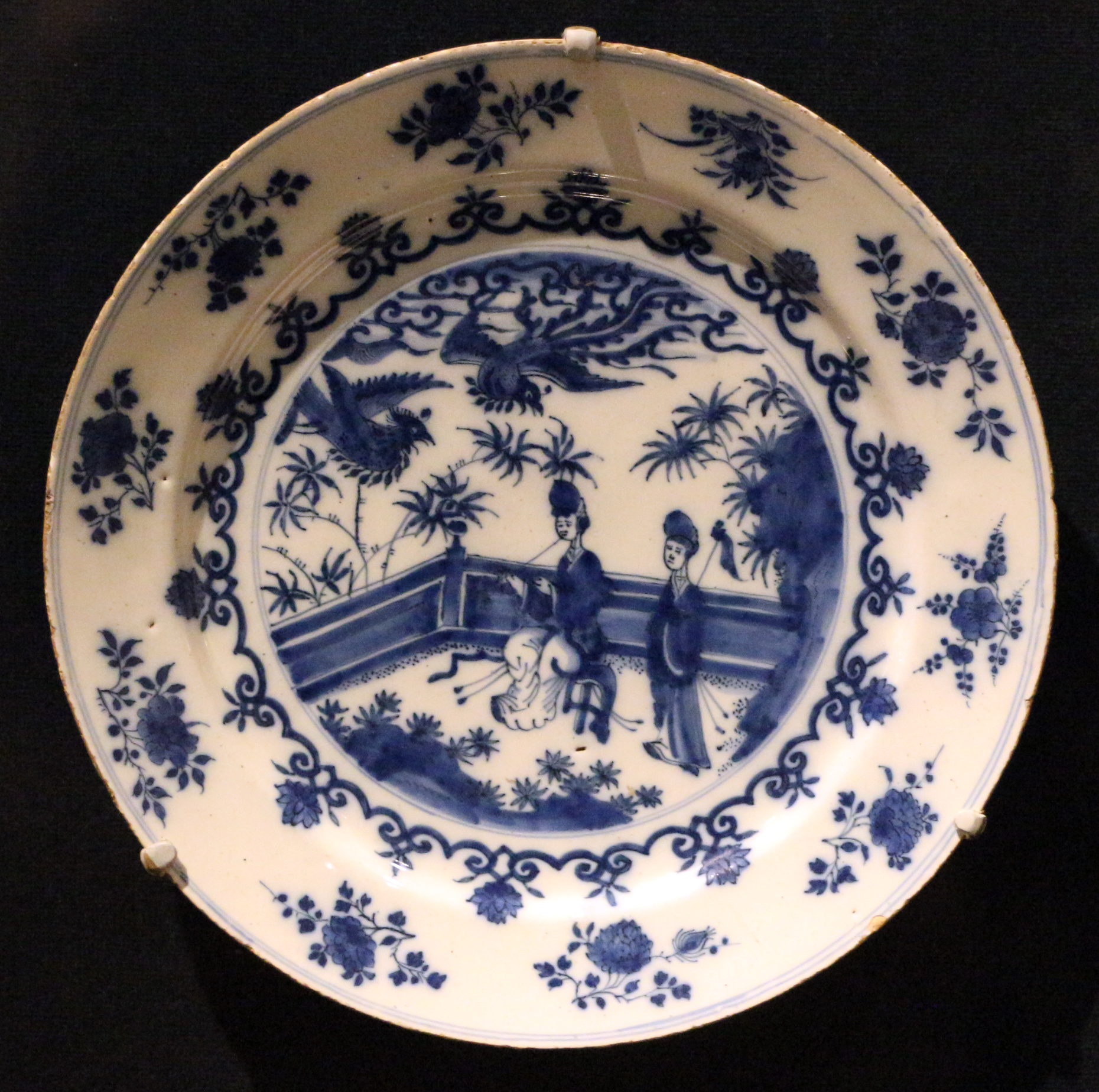
Teller mit chinoisem Dekor aus Delfter Fayence, Adriaen Kocks (zugeschr.), 1686–1701 (aus der Manufaktur grieksche A)
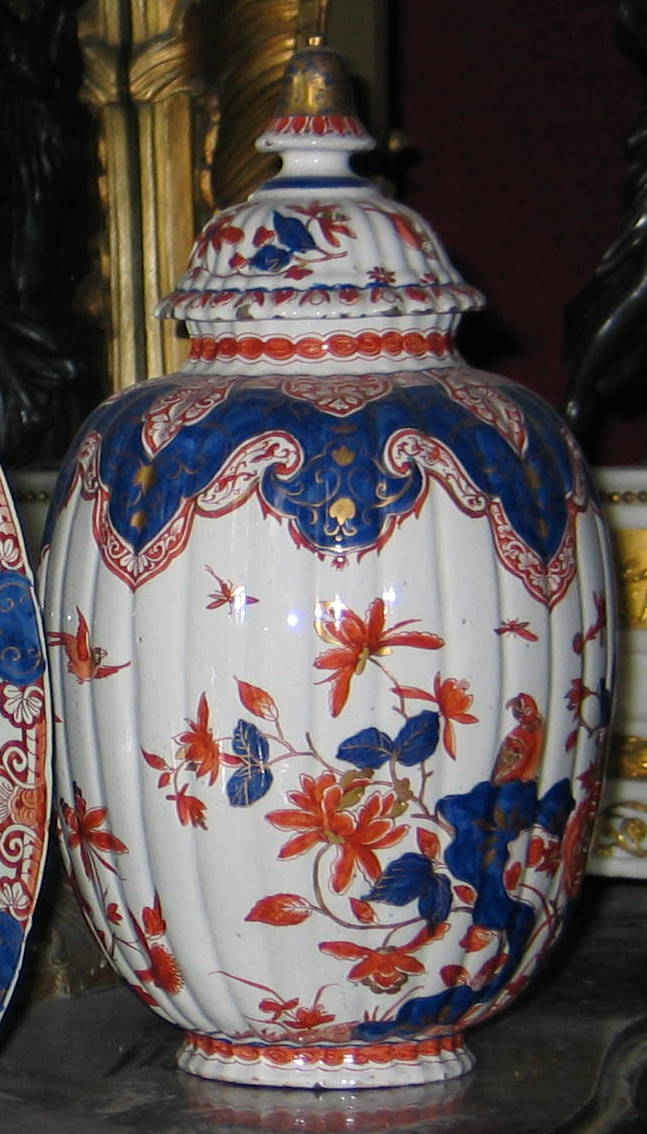
Delfter Fayence-Vase in Imari-Stil, genannt: Delft doré, 1700–1720 (aus der Manufaktur Griekse A), Museum Geelvinck-Hinlopen Huis
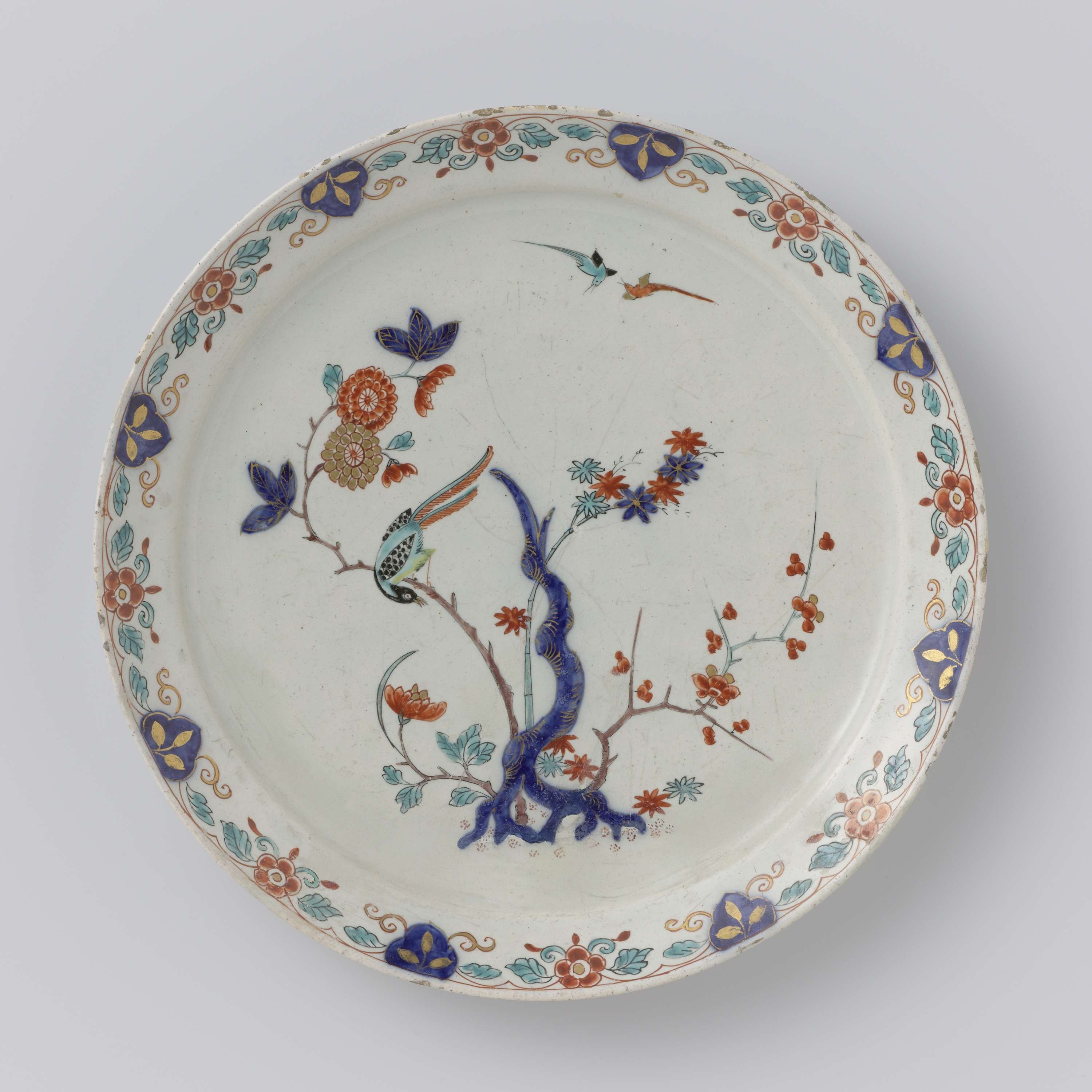
Fayence-Teller mit Kakiemon-Dekor, Delft, ca. 1722–1750
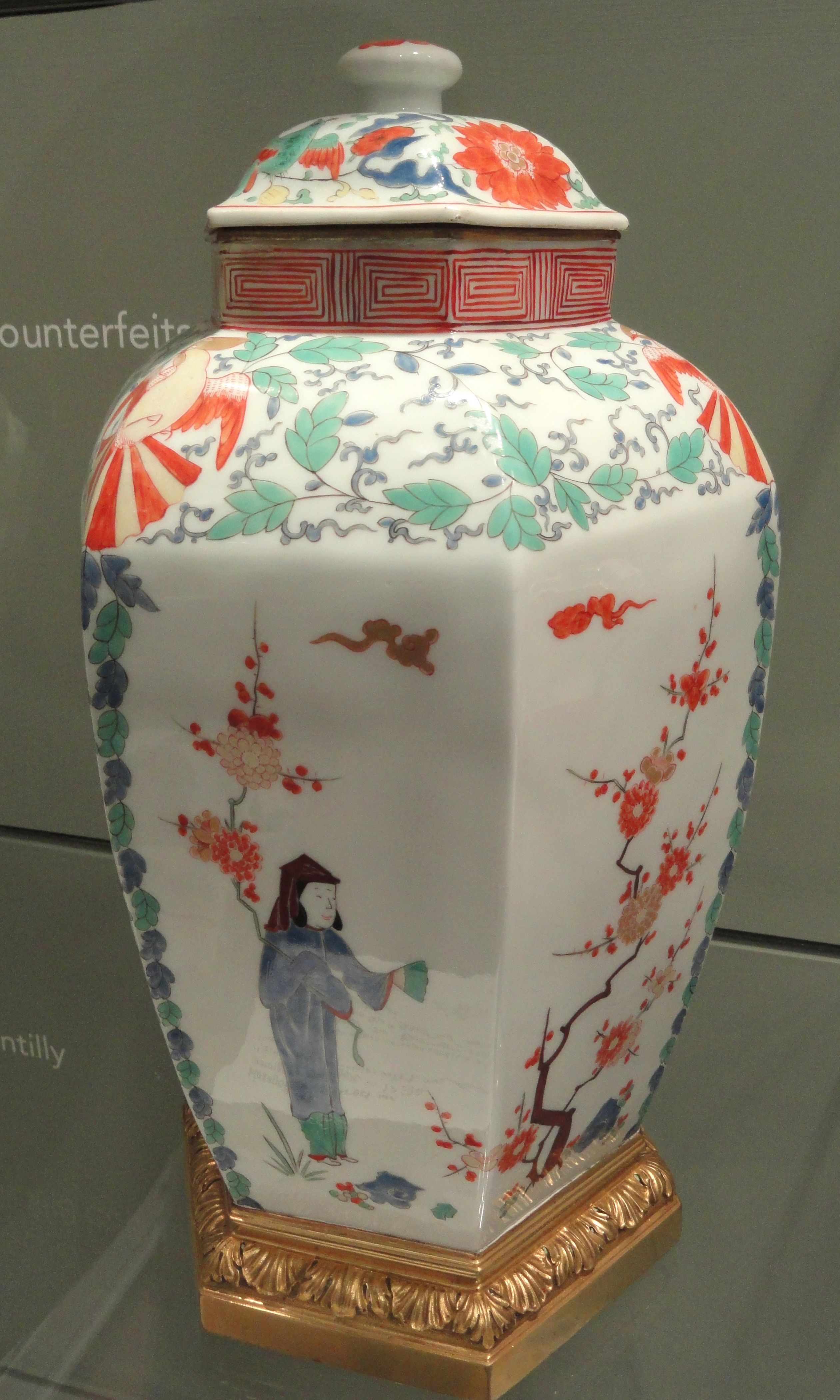
Vase im Kakiemon-Stil mit vergoldetem Rokoko-Fuß, Meißen, ca. 1730, Gardiner Museum, Toronto
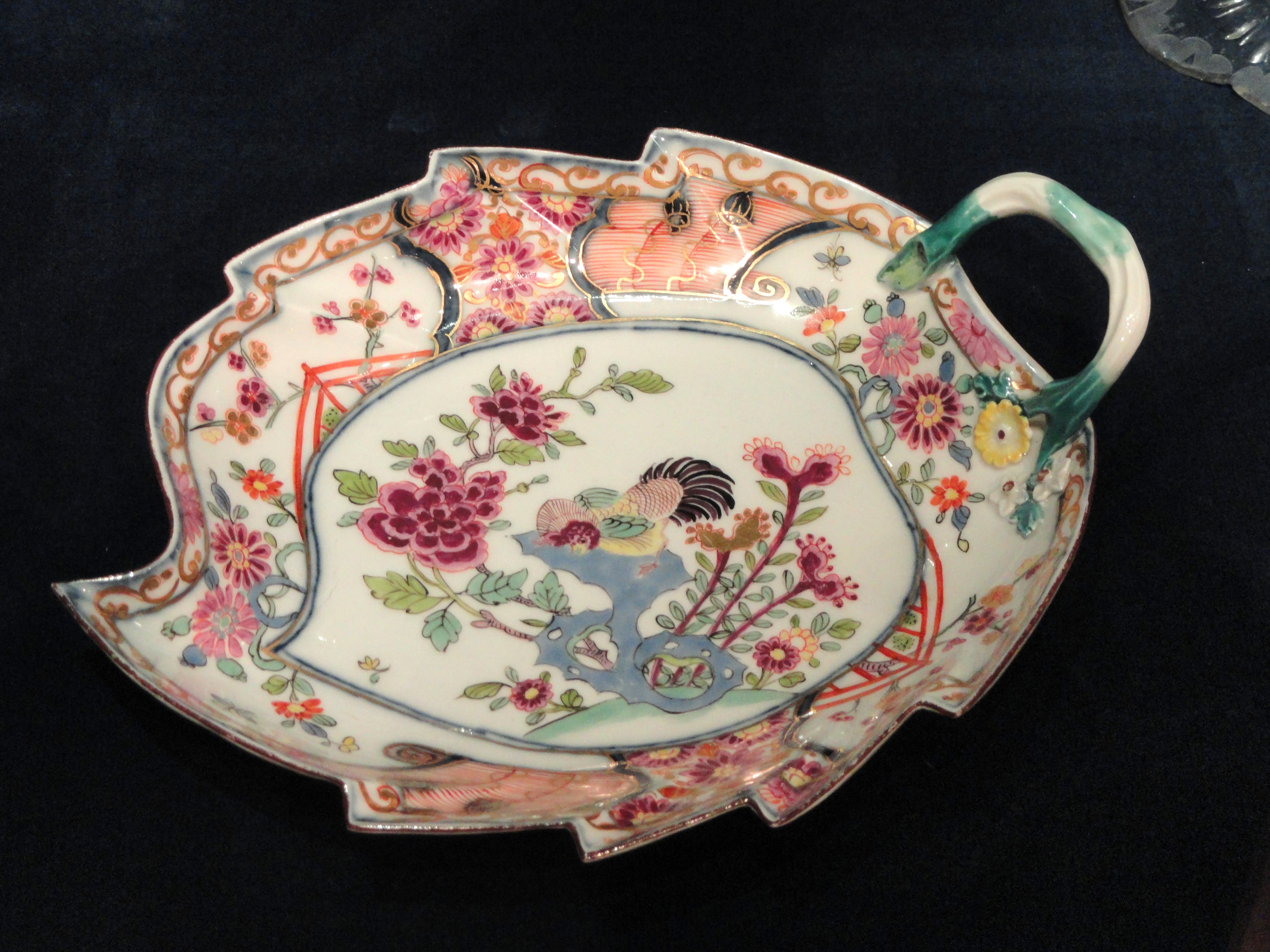
Teller in Blattform, Meißen, um 1735 (Johann David Kretschmar?), Cleveland Museum of Art

Fayence und Porzellan, fantasierende Chinoiserie (2. Periode)
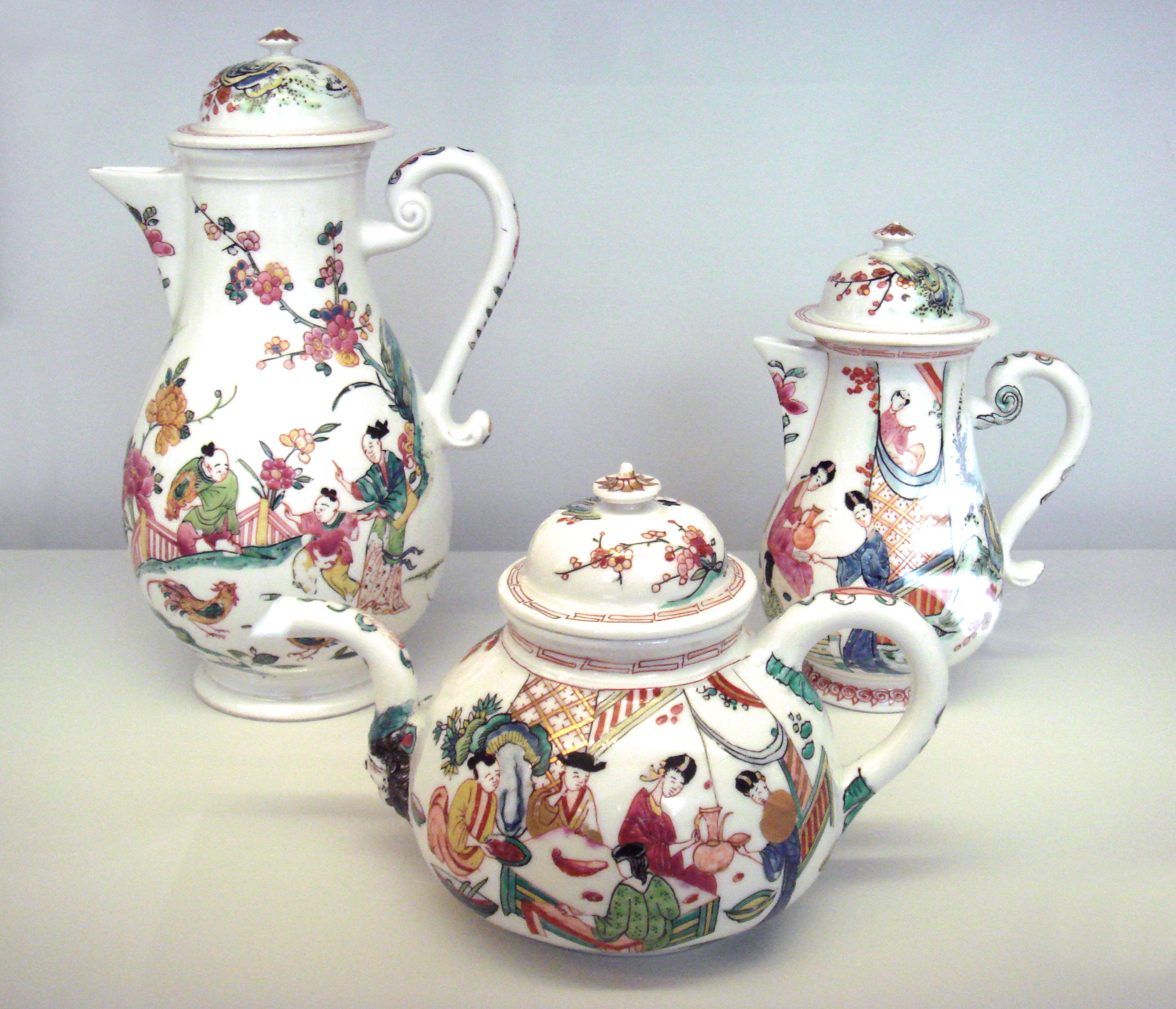
Meißner Porzellankannen (ca. 1720), mit Chinoiserien dekoriert in den Niederlanden, ca. 1735
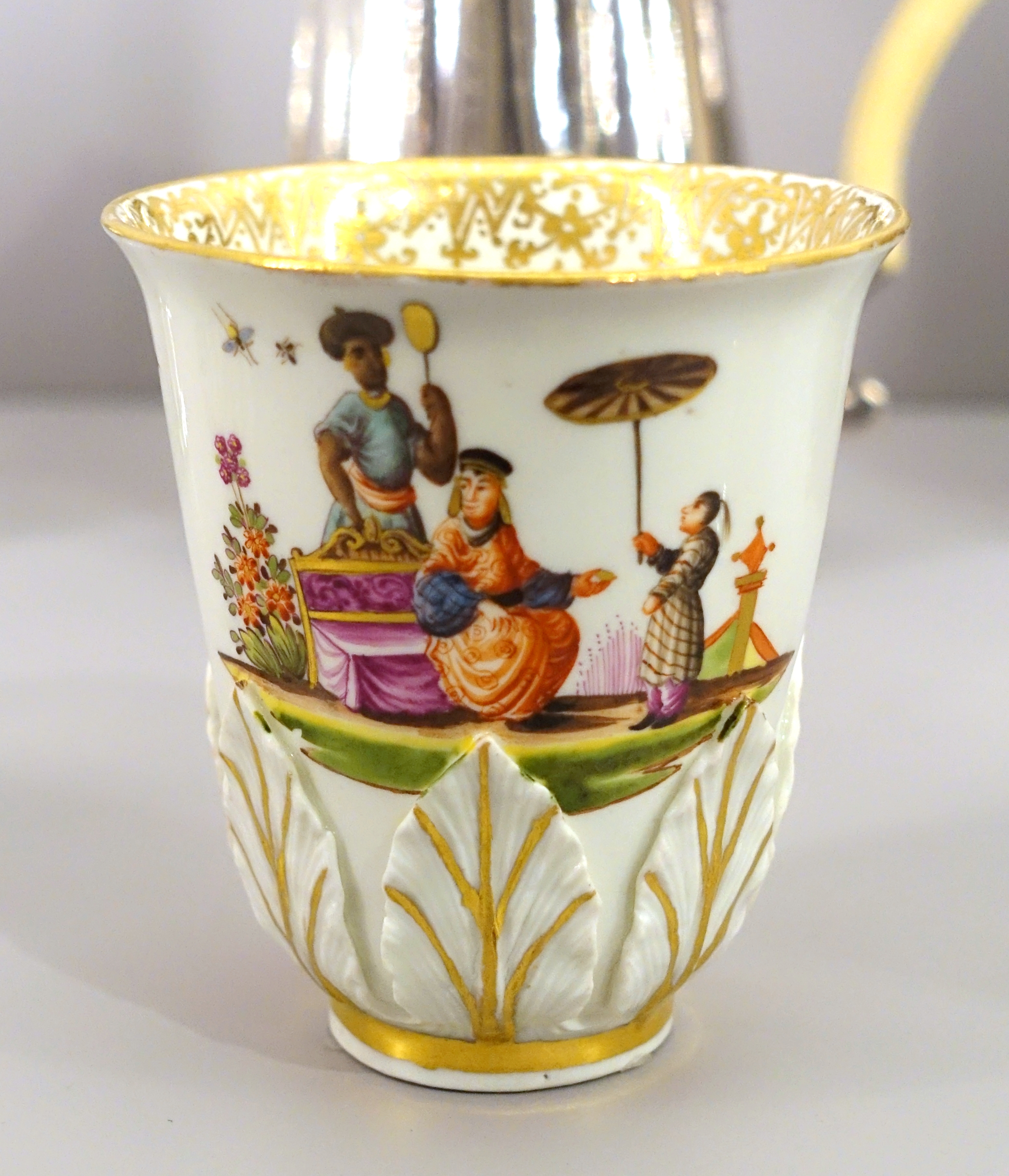
Becher, Meißen, ca. 1728, Busch-Reisinger Museum, Harvard University
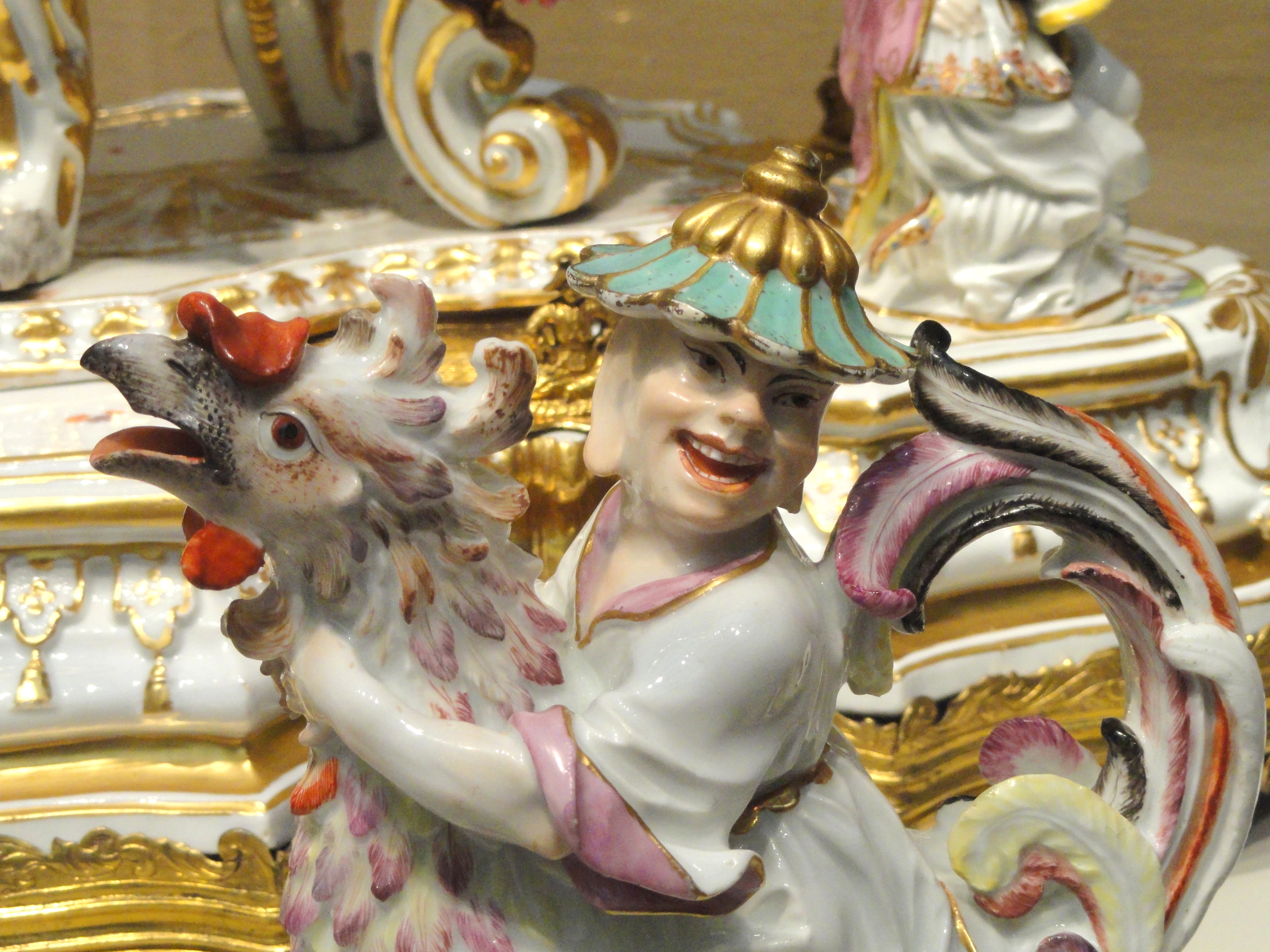
Groteske Chinoiseriefigur auf einem Hahn reitend, J. J. Kändler, Meißen, ca. 1737, Art Institute of Chicago
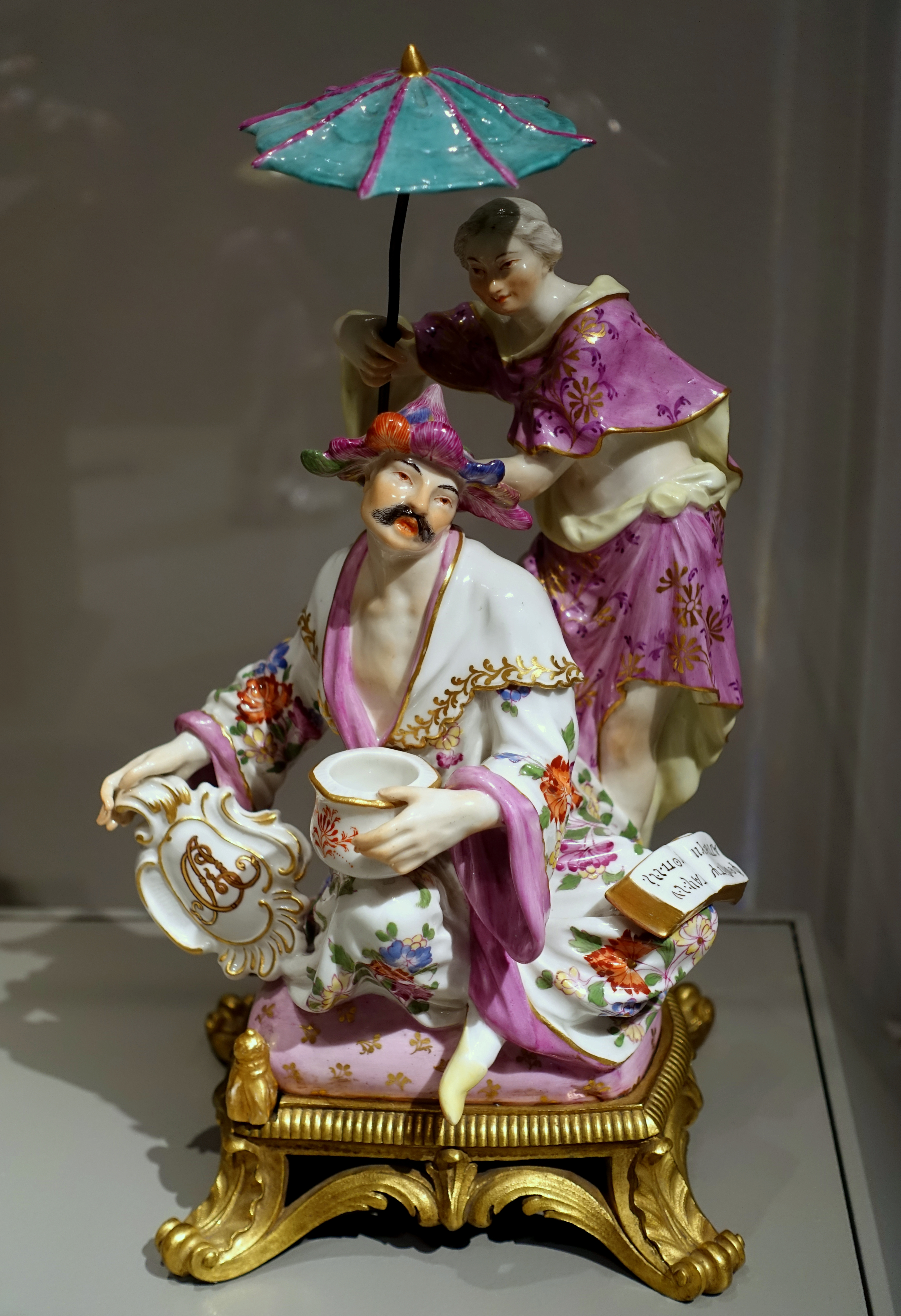
Chinesischer Tee-Händler und Dame, (J. J. Kändler & Friedrich Elias Meyer?), Meißen, ca. 1745, Wadsworth Atheneum, Hartford

## Chinoise Lackmöbel

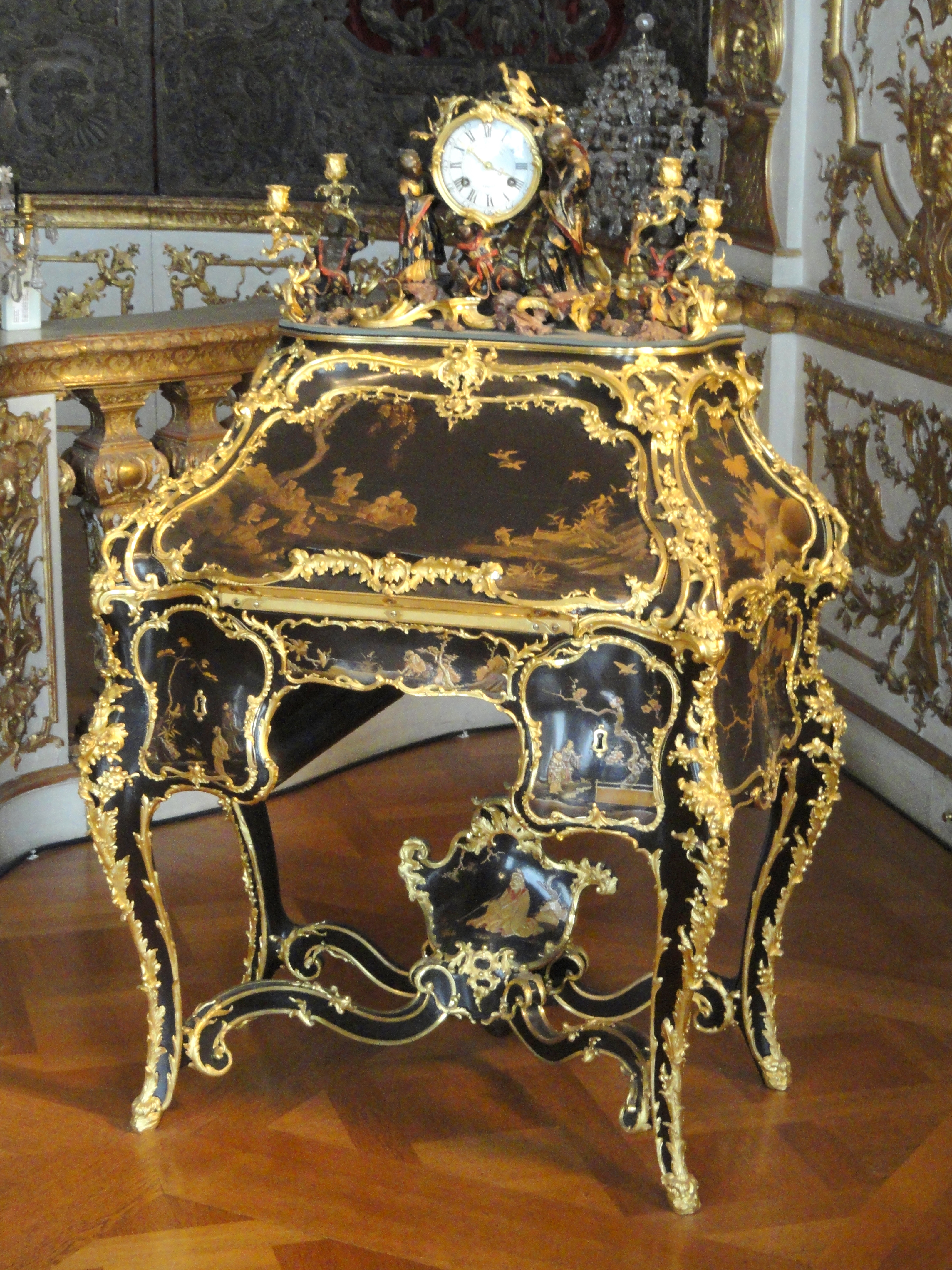
Rokoko-Secretaire, Bernard II van Risamburgh, ca. 1737, Münchner Residenz

Im späten 17. und 18. Jahrhundert waren Möbel mit aus China und Japan importierter Seide oder Lack sehr in Mode. Oft wurden originale Gegenstände aus Asien von europäischen Künstlern und Handwerkern ergänzt, später auch eigene Einrichtungsgegenstände und Interieurs kreiert. Gelegentlich wurde auch Mobiliar auf Bestellung für europäische Kunden in China selber angefertigt. Im einfachsten Fall fertigte man beispielsweise für eine originale asiatische Lacktruhe oder einen Schrank ein passendes Gestell in der gerade aktuellen europäischen Stilrichtung, das heißt in den Formen des Barock, Rokoko oder des Klassizismus. Wesentlich komplizierter waren Lackmöbel im Rokokostil (ca. 1720–1765), da wegen der geschwungenen Oberflächen auch die originalen Lackeinlagen bis zu einem gewissen Grad gebogen werden mussten, was sehr viel Geschick und große Handwerkskunst erforderte. Solche Möbel erhielten außerdem raffinierte Fassungen mit reich ornamentierten vergoldeten Bronzebeschlägen.
Genau wie beim Porzellan versuchte man auch den asiatischen Lack zu kopieren, was auf besondere Schwierigkeiten stieß, u. a. weil in Europa der ostasiatische Lackbaum (Rhus vernicifera) nicht gedeiht. Dies führte zur Übernahme von persischen Techniken und zur Erfindung eigener Rezepturen auf der Basis von alkohol- und terpentinlöslichen Harzen wie Sandarak, Schellack und Terpentin, die jedoch auch in der Weiterverarbeitung andere Techniken erforderten. In einer ersten Periode von ca. 1670 bis 1730 wurden vor allem Möbelstücke gefertigt, deren Design stark an die ostasiatischen Vorbilder angelehnt war. Führend war zunächst die Familie Dagly aus Spa (Belgien), von denen es einige weit brachten: Gérard Dagly (1660 bis ca. 1715) arbeitete für Friedrich I. von Preußen und Jacques Dagly (1665–1729) für Ludwig XIV. in Frankreich. Im 18. Jahrhundert gelang den Brüdern Martin die Entwicklung des sogenannten Vernis Martin (= Martin-Lack), der meistens Grün oder Rot ist, jedoch nicht unbedingt für Chinoiserien verwendet wurde.

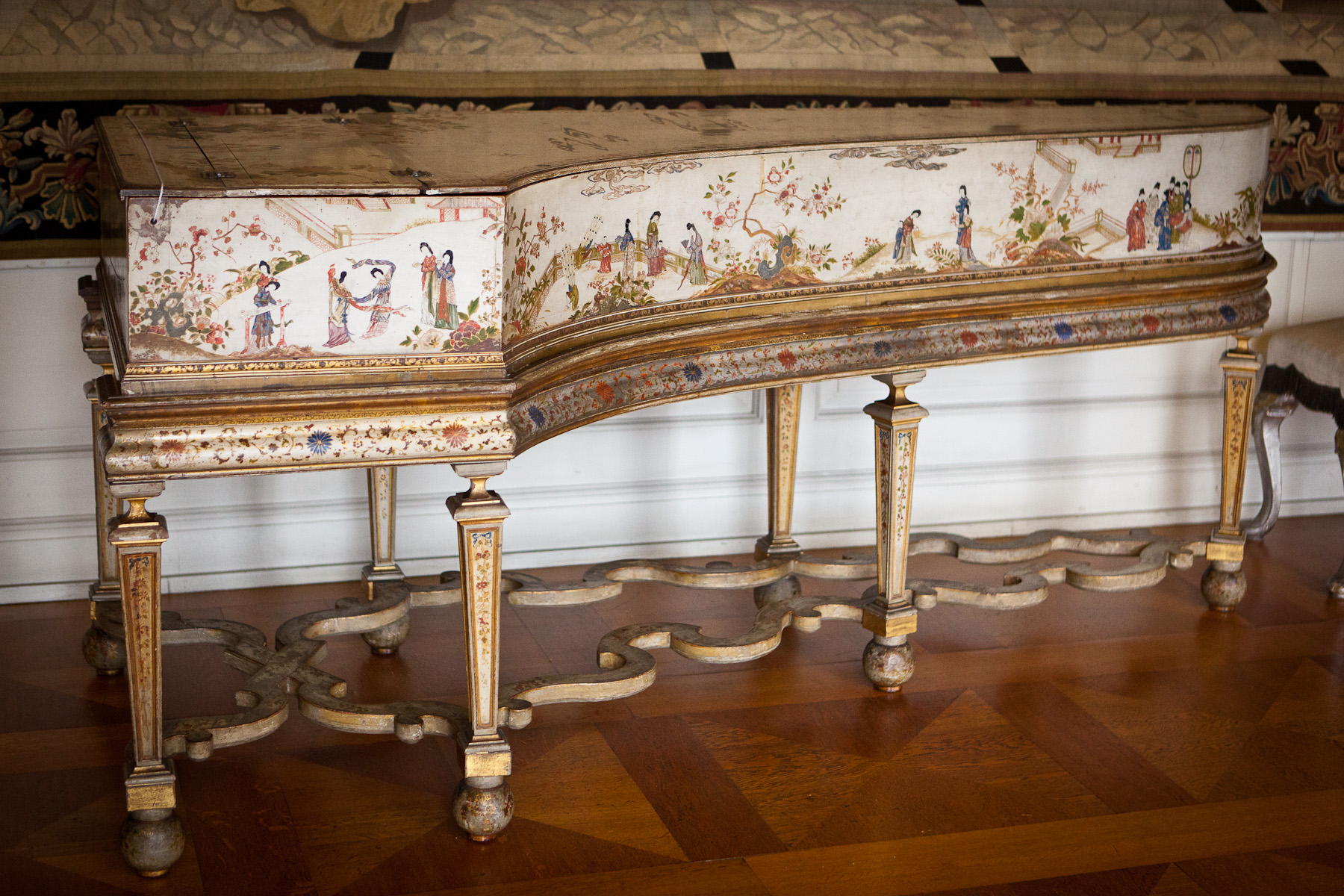
Das sogenannte weiße Cembalo von Michael Mietke mit Chinoiserie-Lackdekor von Gérard Dagly, 1702–04, Schloss Charlottenburg, Berlin

In Frankreich und Deutschland wurden nicht nur Möbel mit Lack verziert, sondern auch Cembali: die bekanntesten sind Instrumente von Vaudry (1681, schwarzer und roter Lack mit Gold, Victoria and Albert Museum, London), J. Chr. Fleischer (1710, Musikinstrumentenmuseum, Berlin), Christian Zell (1728, Chinoiserie auf grünem Grund, Museum f. Kunst & Gewerbe, Hamburg) und Pascal Taskin (1787, Schwarz-Gold-Lack, Museum f. Kunst & Gewerbe, Hamburg). Zu den berühmtesten Cembali mit Chinoiserie-Lackdekor zählen außerdem zwei Instrumente von Michael Mietke mit Lackdekorationen von Gérard Dagly, die für den Berliner Hof entstanden und noch heute in Schloss Charlottenburg stehen, eines ganz in Weiß (d. h. eigentlich in Imitation von chinesischem Porzellan (!), 1702–04), das andere in Schwarz (wie schwarz-goldener Lack, 1703–1713).

Chinoise Lackmöbel
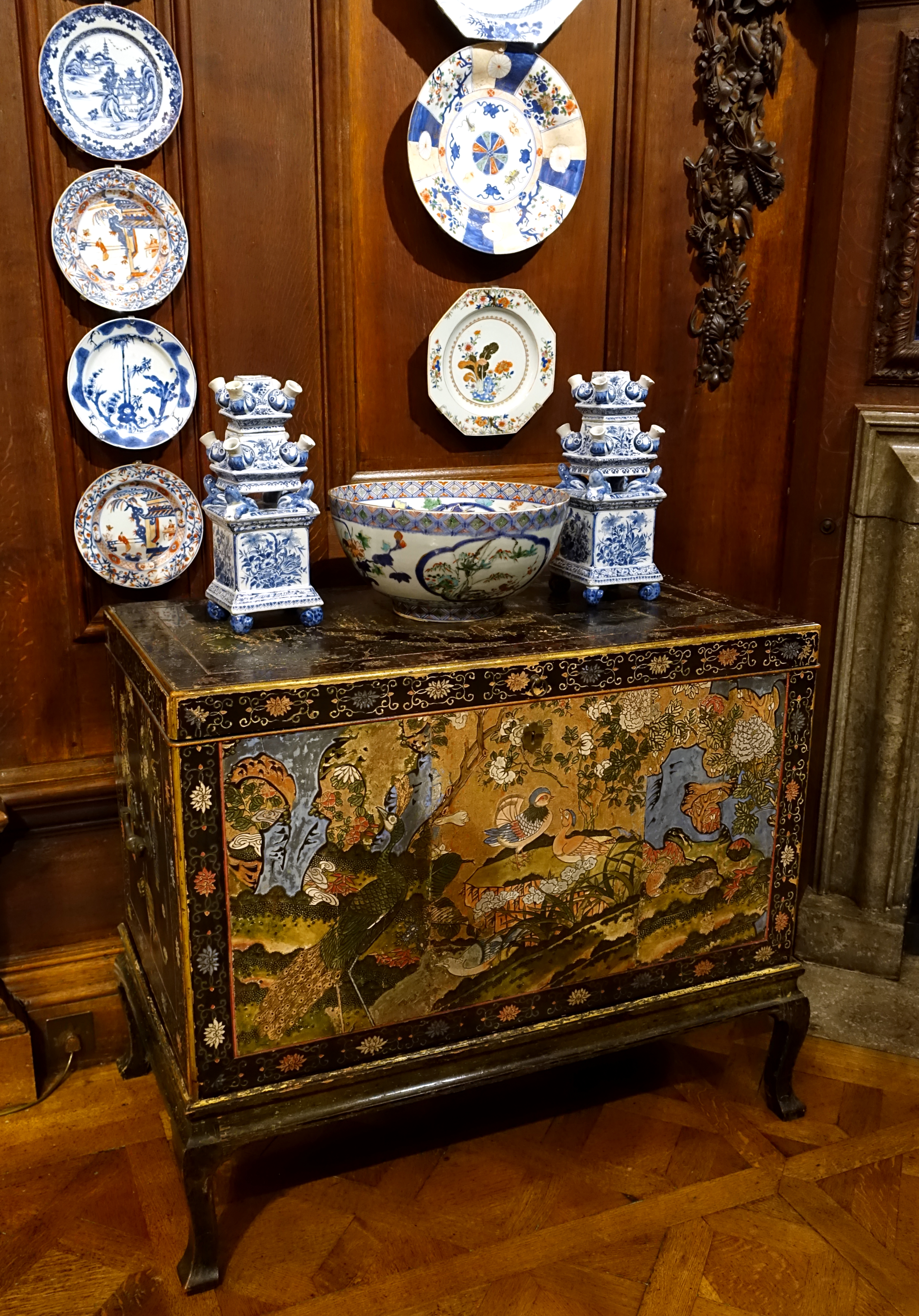
Truhe aus Chinesischem Koromandellack auf europäischem Barockgestell mit Keramik, Chatsworth House, Derbyshire, England
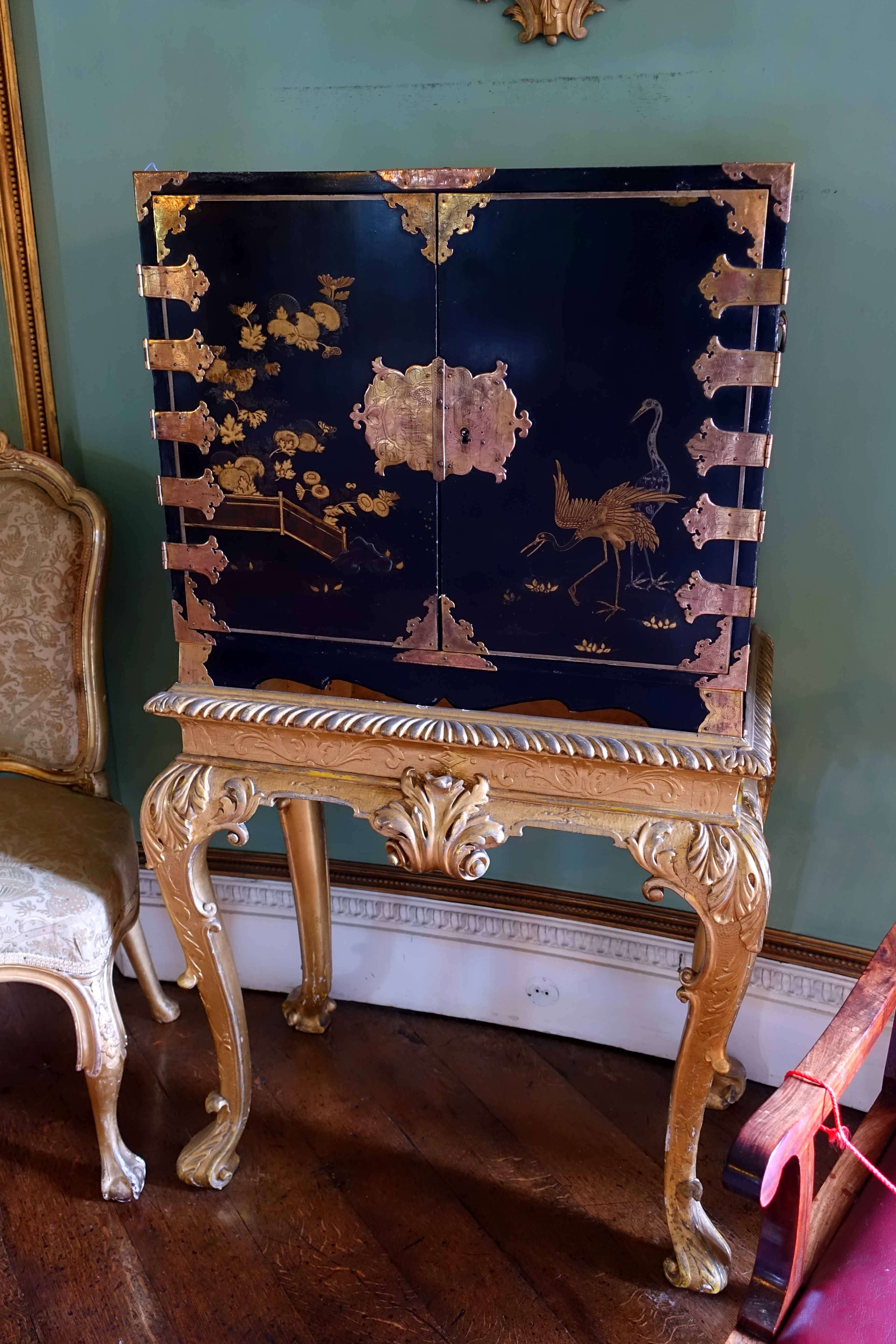
Japanischer Kabinettschrank aus Schwarz-Goldlack (ca. 1690), auf einem vergoldeten Chippendale-Gestell (1720er Jahre), Shugborough Hall, Staffordshire, England
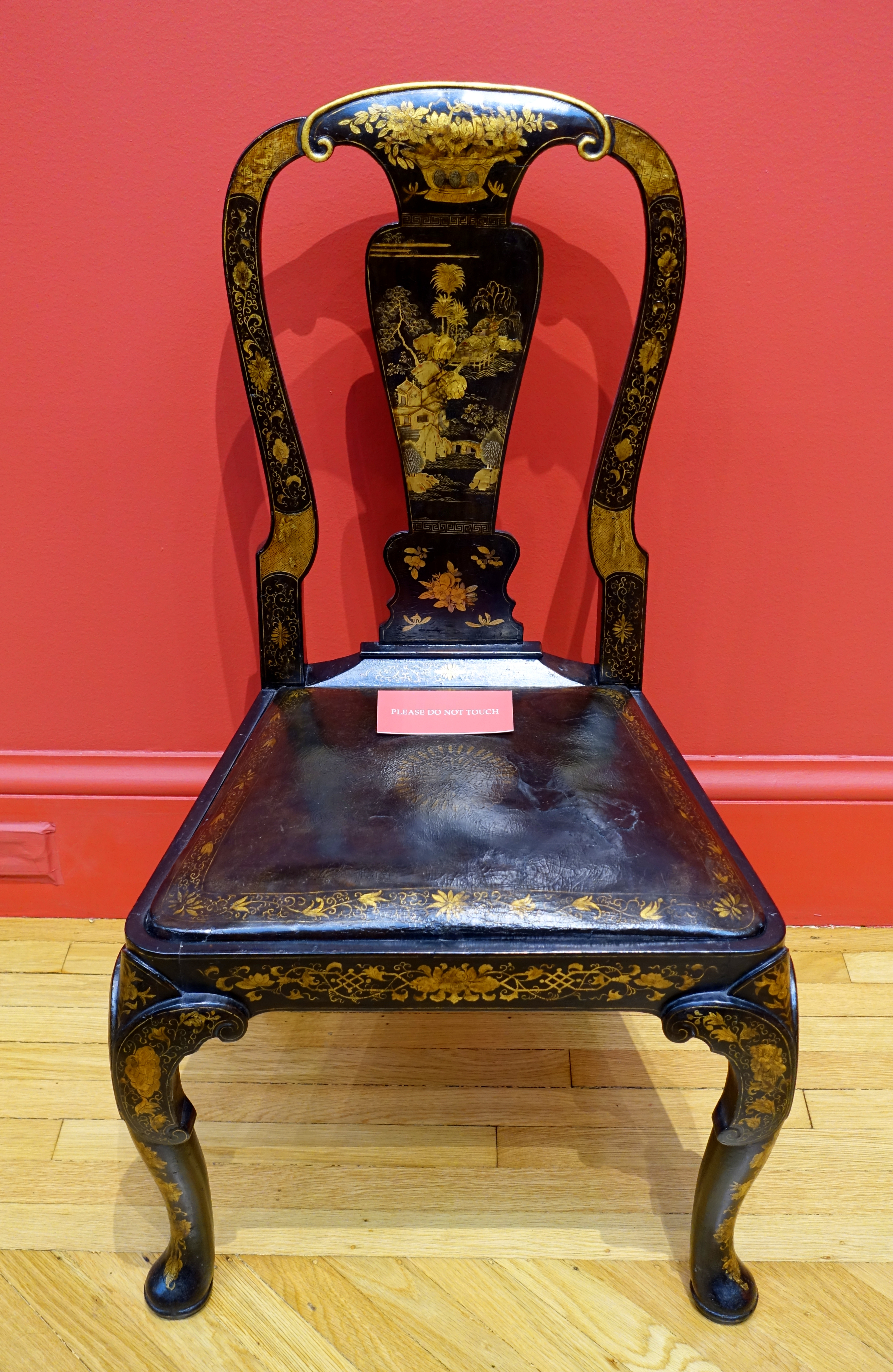
Lackstuhl aus Warwick Castle, hergestellt in China für den Englischen Markt, ca. 1725, California Palace of the Legion of Honor, San Francisco, Kalifornien
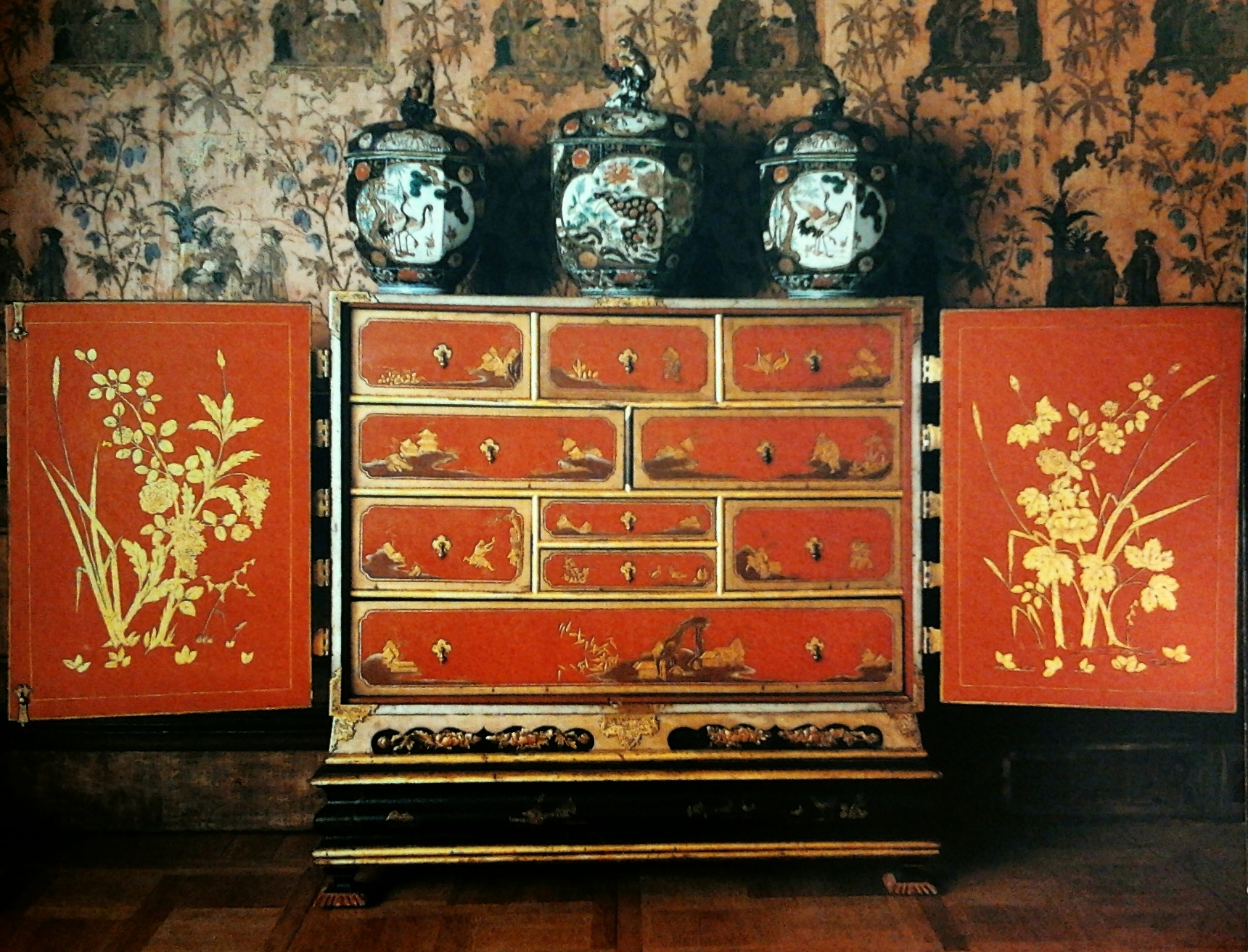
Sächsischer Kabinettschrank aus rotem Lack im Stil Gérard Daglys, Chinoise Vasen und Tapeten. Palastmuseum Wilanów, Warschau
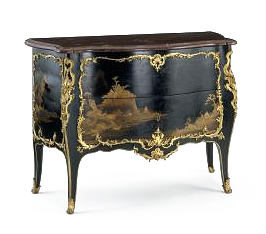
Rokoko-Kommode mit Einlagen aus japanischem Schwarz-Goldlack (gebogen) in einem Eichengestell, vergoldete Bronze, Marmor, Bernard II Vanrisamburgh, Paris ca. 1750–1760, Victoria and Albert Museum, London
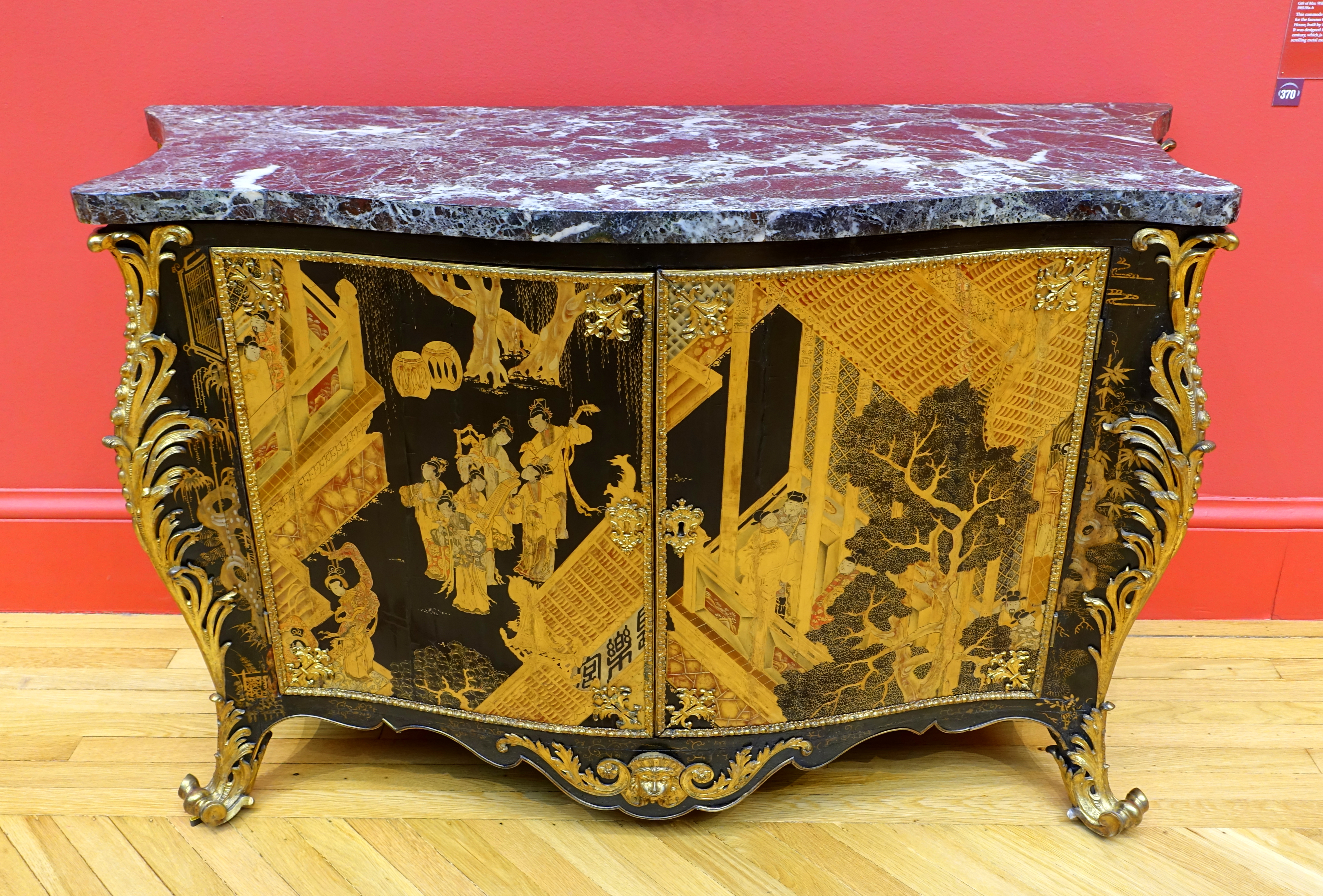
Rokoko-Kommode aus Strawberry Hill House, Pierre Langlois, London, 1763, Chinesischer Lack, vergoldete Bronze, Marmor, California Palace of the Legion of Honor, San Francisco, Kalifornien

## Innendekoration

### Merkmale

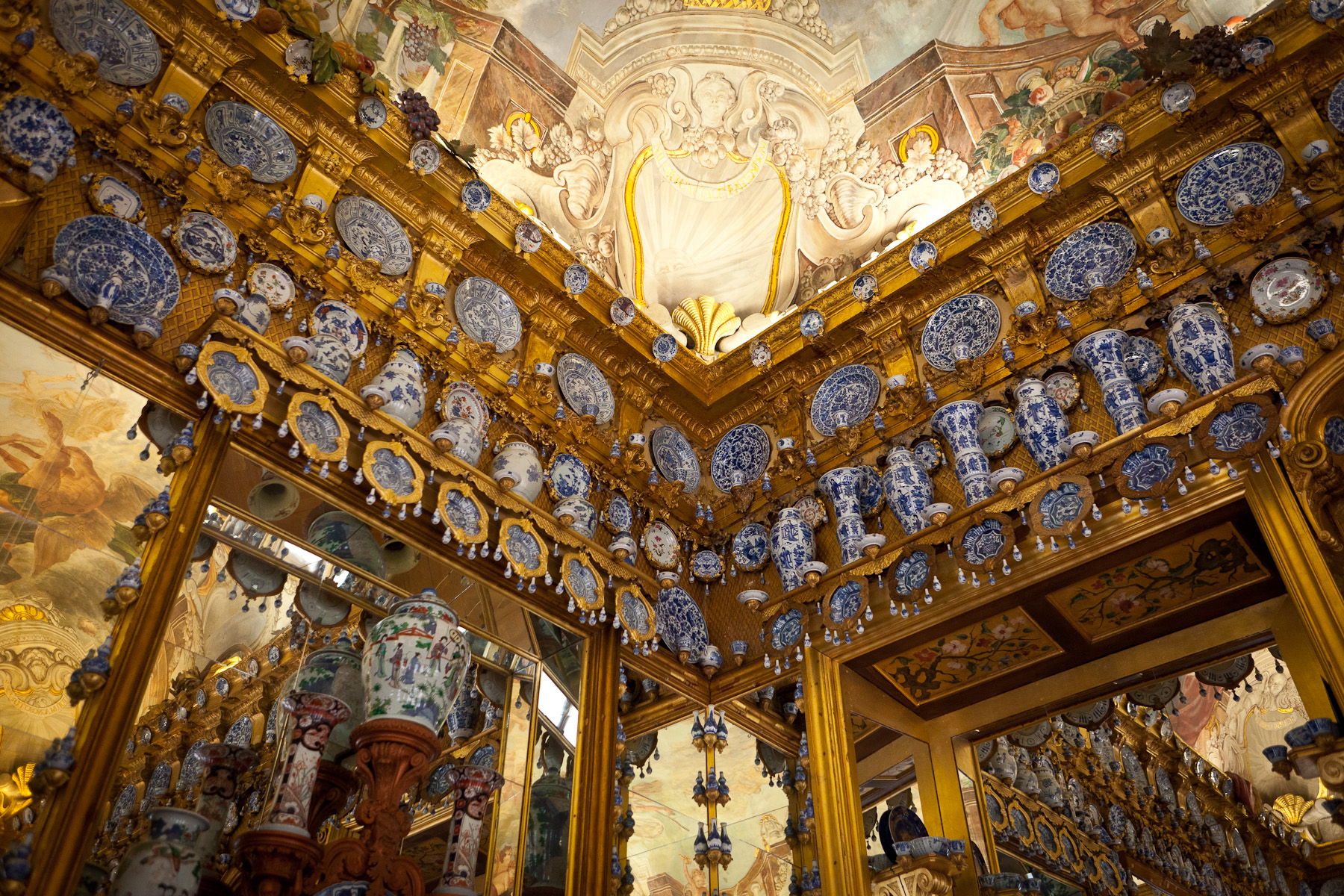
Spiegel- oder Porzellankabinett (1705–1708) in Schloss Charlottenburg, Berlin

Porzellan, Fayencen und Lackmöbel konnten im Grunde in jedem Raum eines Schlosses aufgestellt werden, häufig auch in Kombination, d. h. auf einer Lackkommode wurden oft Objekte aus Porzellan präsentiert.
Daneben entstanden jedoch auch ganze Raumkreationen, bei denen Chinoiserien verwendet wurden. Nicht selten wurde in die geschnitzten Ornamente von Kabinetten oder Salons Konsolen eingefügt, auf denen man chinesisches Porzellan (oder Imitationen) aufstellte, wie in den Spiegelkabinetten von Schloss Pommersfelden (ca. 1715–1720), in der Münchner Residenz oder in Schloss Charlottenburg (1705–1708) (siehe Abb.).
Einen völlig anderen Effekt erhielt man, wenn man schwarz-goldene Lacktafeln, die man nicht selten aus Teilen von asiatischen Wandschirmen zurechtschnitt, in die Vertäfelung von Kabinetten oder Salons einließ und mit vergoldeten Schnitzereien umrahmte. Ein sehr berühmtes Beispiel dafür ist das Vieux-Laque-Zimmer in Schloss Schönbrunn (1767–1770), wo die originalen schwarzgoldenen Lack-Tafeln aus China mit Erzeugnissen aus einer Wiener Manufaktur ergänzt werden mussten. Andere Beispiele sind das Chinesische Zimmer in Schloss Hetzendorf (Wien), das Gabinetto cinese im Palazzo Reale von Turin, und das Chinesische Kabinett in Schloss Nymphenburg (siehe Abbildungen unten).

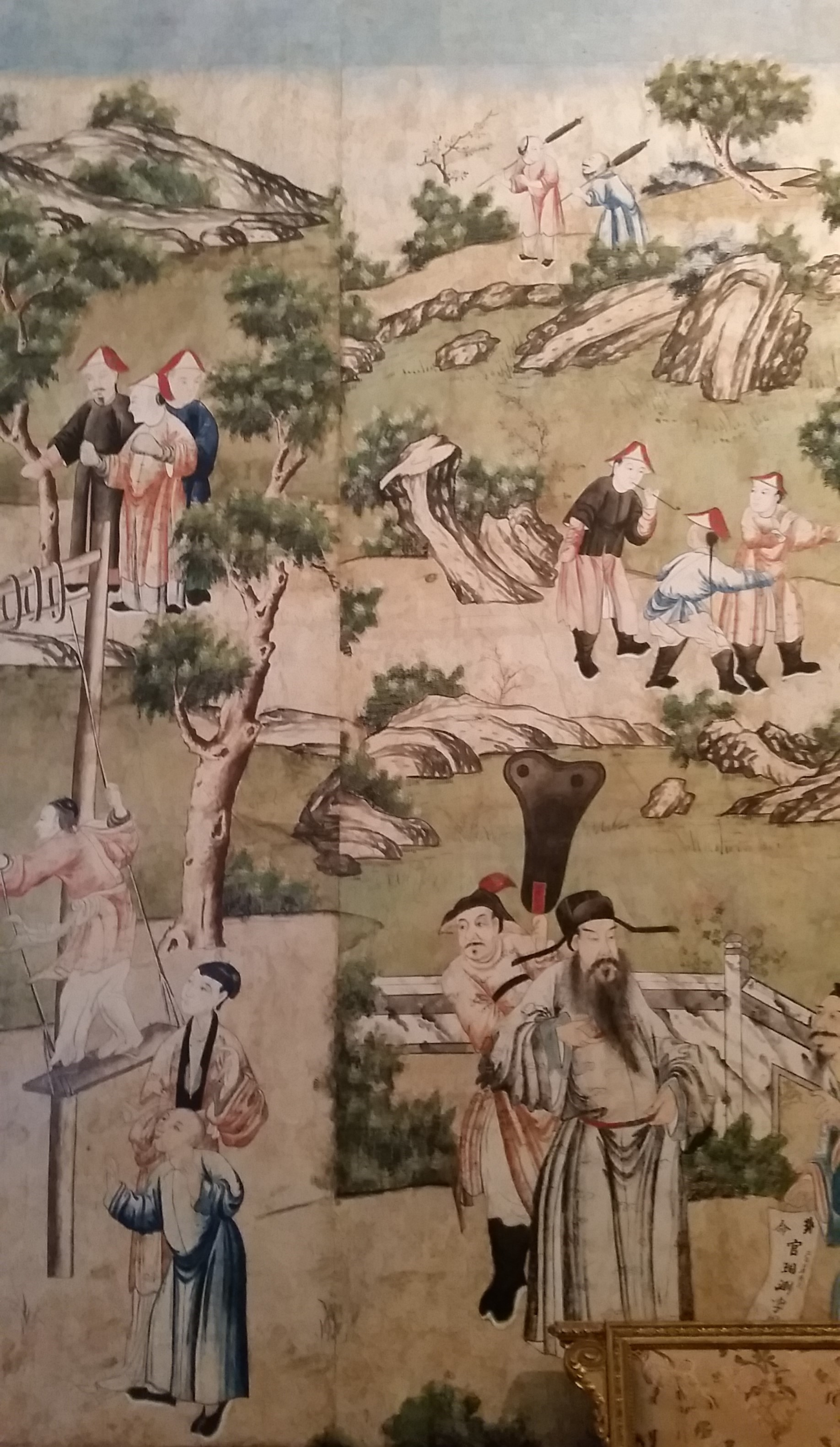
Chinesische Tapete im Gabinetto cinese der Palazzina Stupinigi, Turin

Ebenfalls beliebt waren Chinesische Papier- oder Seidentapeten. Im üppigsten Falle zeigten die Papiertapeten ganze Landschaften, die meist mit zahlreichen chinesischen Figuren bevölkert sind. Bekannte Beispiele finden sich in mehreren Räumen der Palazzina Stupinigi bei Turin und auf Schloss Huis ten Bosch bei Den Haag. Zuweilen wurden auch nur kleinere original-chinesische Malereien in die Vertäfelung eingelassen, wie z. B. im Chinesischen Zimmer von Schloss Lichtenwalde. In Schloss Schönbrunn in Wien gibt es eine sehr spezielle Raumschöpfung: das sogenannte Millionenzimmer wurde ursprünglich 1752–1757 für das Belvedere geschaffen und verwendet in Wirklichkeit kleine indo-persische Miniaturen in Rocaille-Rahmen, die in eine asiatische Rosenholz-Vertäfelung eingelassen sind.

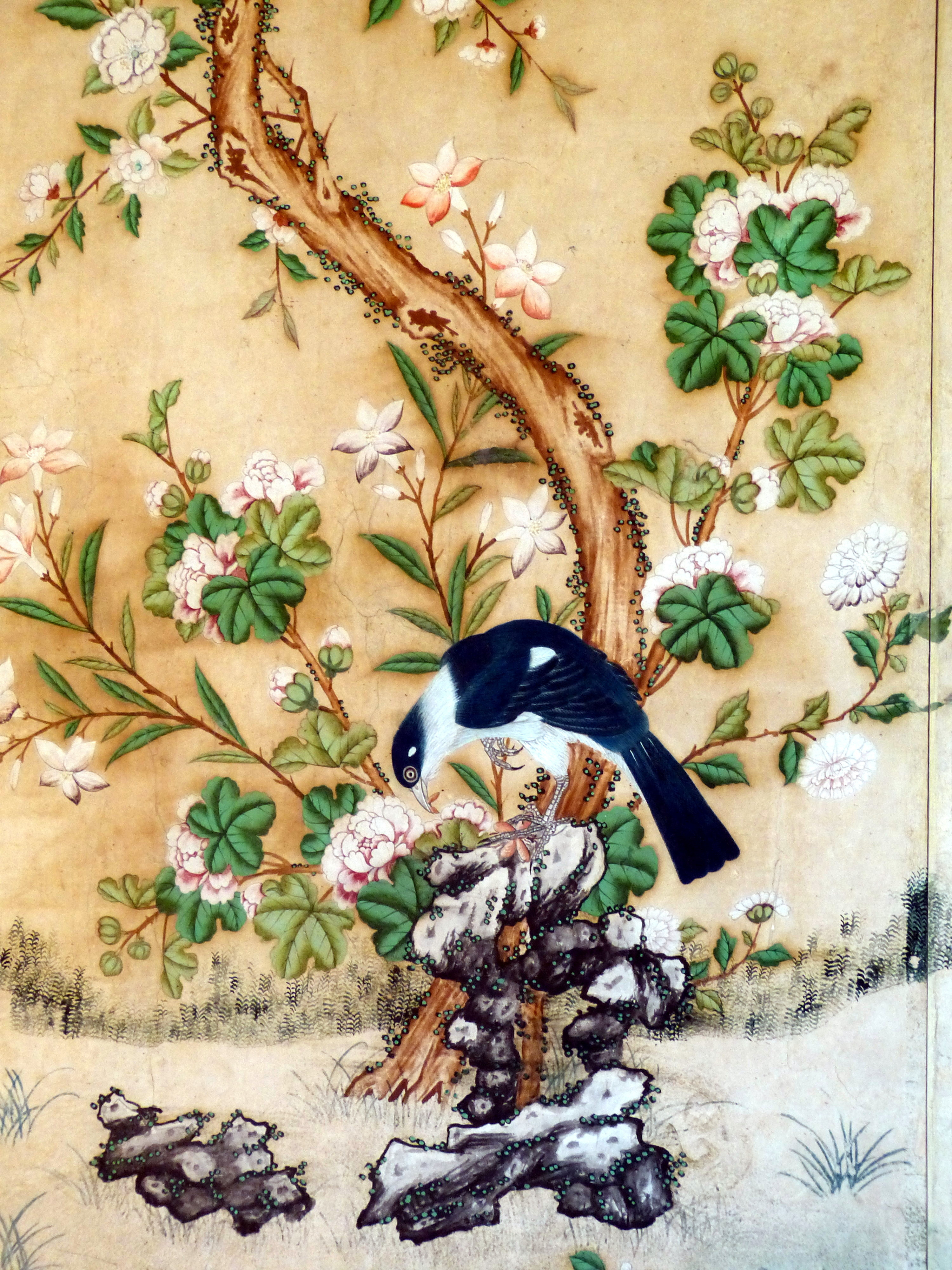
Chinesische Tapete, Schloss Hellbrunn, Salzburg

Auch Seidentapeten konnten mit Szenen bemalt sein, doch öfters handelte es sich um einen Dekor mit Pflanzen, Blumen und Vögeln, wie in Schloss Hellbrunn bei Salzburg oder im Chinesischen Salon von Zar Alexander I. im Katharinen Palast von Zarskoje Selo (Abb. unten).
Zuweilen wurden originale chinesische Motive einfach kopiert oder imitiert. Beispielsweise bemalte Christian Wehrlin die Vertäfelungen im Spielzimmer der Palazzina Stupinigi mit asiatischen Motiven von blühenden Bäumen, Reihern, Enten, anderen Vögeln und Affen (Singerie). In Schloss Pillnitz bemalte man die Wände mit chinesischen Figuren (Abb. unten).
Manchmal wurden auch Lack und Chinatapeten miteinander kombiniert (z. B. in Nymphenburg und Huis ten Bosch).
Daneben gab es reine Fantasie-Dekorationen, die nur sehr frei von chinesischen oder asiatischen Motiven inspiriert sind (und weniger teuer).
Hierzu gehören bereits einige Dekorations-Entwürfe von Jean Bérain d. Ä., der z. B. in die Grotesken-Umrahmung einiger Gobelins mit Motiven aus der römischen Mythologie auch chinesische Figuren einfügt, mit Vorliebe mit Sonnenschirm. Zu den beliebtesten Motiven der Chinoiserie gehören außerdem Reiher, Vögel und Drachen, Kirschblütenzweige und Chrysanthemen, sowie abenteuerliche Landschaften mit hohen Bergen, Gewässern, Häuser und Menschen im asiatischen Stil. Da die meisten Europäer natürlich nie einen echten Chinesen oder andere Menschen aus Ostasien gesehen hatten, wurden diese Motive meistens von den importierten Waren übernommen, manchmal (vor allem ab etwa 1720) aber auch von den Designern nach eigenen Vorstellungen umgesetzt.
Die Dekorationsentwürfe von Bérain waren sehr einflussreich und inspirierten u. a. auch Meißener Porzellanfiguren und einige Malereien in der Pagodenburg von Nymphenburg, welche blauweiße Porzellanmalerei imitieren; ansonsten ist dieses Schlösschen nach dem Vorbild des Trianon de porcelaine mit gar nicht chinesischen, aber beinahe unvermeidlichen blauweißen Kacheln aus Delft und Chinatapeten ausgestattet.
Der Fantasie waren keine Grenzen gesetzt: so sind die Wände eines Kabinetts in Schloss Favorite bei Rastatt mit asiatischen Figuren aus Pappmaché geschmückt, und für Friedrich den Großen wurden in Sanssouci ebenfalls einige Räume mit einem fantasievollen Chinoiseriedekor ausgestattet, neben chinesischen Tapeten im 1. Gästezimmer u. a. auch geschnitzte und lackierte Ranken, Früchte und Tiere im sogenannten Voltairezimmer.
In den Fresken der Sala terrena von Stift Altenburg fliegen bizarr-fantastische Chinesen mit Reihern durch die Lüfte (Abb. unten), und 1757 malte Giovanni Domenico Tiepolo Fresken in der Villa Valmarana ai Nani (Vicenza), die besonders interessant sind, weil sie ein weniger süßes Bild als normal zeichnen: neben dem unvermeidlichen Chinesen mit Schirm (frei nach Bérain) sieht man da gerissene chinesische Händler und abergläubische Chinesen bei Wahrsagern oder vor dem Opferaltar einer Göttin mit riesigen Ohren (Abb. unten).
Der romantisierenden dritten Periode gehört das Chinesische Zimmer auf Schloss Weesenstein an, mit Wandmalereien, die eine Chinesische Landschaft mit europäischen Personen der Zeit kombiniert.

### Chinoiserien in Großbritannien

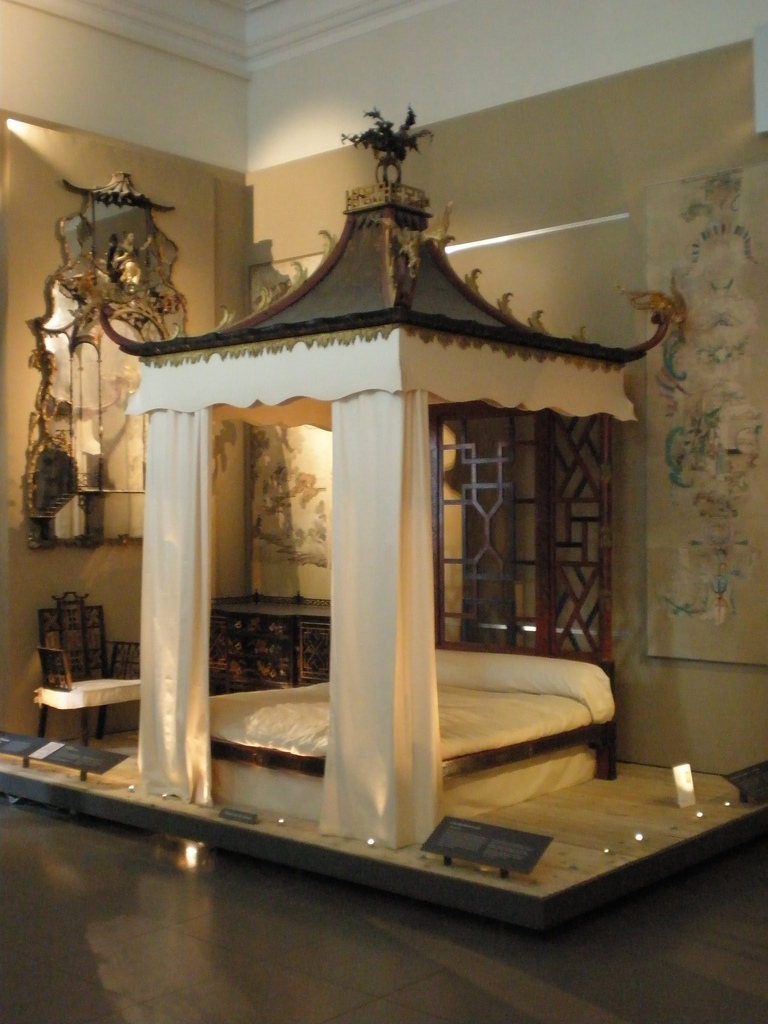
Das „Badminton Bed“ (Victoria and Albert Museum)

In Großbritannien trifft man vor allem in Schlaf- und Ankleidezimmern auf Chinoiserien. Ein spektakuläres Beispiel aus der Spätzeit ist das sogenannte „Badminton Bed“ von William und John Linnell (1754, heute: Victoria and Albert Museum, London), das einen pagodenartigen Betthimmel mit Drachen und flammenden Rokoko-Blättern sowie eine Rückwand aus chinesischem Gitterwerk besitzt. Die Chinamode verbreitete sich einerseits durch chinesische Seide, Porzellane, Möbel, Skulpturen und Papiertapeten, die von der Britischen Ostindien-Kompanie in großen Mengen importiert wurden, andererseits durch Musterbücher. Der Architekt William Chambers publizierte 1757 das Buch Designs of Chinese buildings, furniture, dresses, machines, and utensils. To which is annexed a description of their temples, houses, gardens, &c. Typisch für die britische Entwicklung im 18. Jahrhundert ist das Nebeneinander verschiedener Stilrichtungen: Für repräsentative Bauten Klassizistischer Barock, für Wohnhäuser und bescheidenere Verwaltungsbauten die Georgianische Architektur, für exotische i-Tüpfelchen die beiden „irregulären Stile“ Chinoiserie und Neugotik (das erste „gotische“ Wohnhaus erbaute ab 1747 Horace Walpole auf seinem Landsitz Strawberry Hill). Die beiden letzteren Stile zeichneten sich durch eine selektive Anwendung charakteristischer Ornamente und Formen aus, die vom architektonischen Kontext der Originalstile losgelöst war. Markante chinesische Motive wie Drache, mythologischer Vogel, Parasol, Gitterwerk, Glocke etc. ließen sich mühelos in die modischen Rokoko-Interieure georgianischer Häuser einarbeiten. Der anglo-chinoise Interieurstil wird daher auch als English Rococo bezeichnet. Ganze Bauwerke wie die Pagode von William Chambers (1762) in Kew Gardens stellten den chinesischen Stil mit Staffagebauten – ebenso wie den neugotischen Stil – in den Dienst einer neuen Naturnachahmung, die mit dem Englischen Landschaftsgarten entstand.
Durch die analoge Bewegtheit, Dynamik und Naturnähe der oft ausschweifenden Formen von Gotik und Chinoiserien ließen sich beide Stile kreativ verschmelzen. In Thomas Chippendales einflussreichem Buch The Gentleman and Cabinet-Maker’s Director von 1754, das die Verbreitung chinoiser Möbel förderte, werden verschiedene gotisierte chinesische Gitterwerke mit gotischen Spitzbögen, Vierpässen und Kielbögen auf der Grundlage einer geradlinigen, chinesischen Stilbasis präsentiert. Auch vermischte sich chinoises Rokoko-Wanddekor mit neugotischem, so etwa in Claydon House, das ein Anteilseigner der Britischen Ostindien-Kompanie für seine Asiatika-Sammlung in Auftrag gab. Der spektakuläre Chinese Room verfügt über einen Bett-Alkoven und Supraporten-Schnitzereien sowie eine Kaminummantelung im chinoisen Stil, in den jedoch vielfach neugotische Motive wie Säulenbündel, Fialen und Kreuzblumen eingeflochten sind. Ein weiterer Anteilseigner und Sammler, Richard (Dickie) Bateman, ließ 1730–1740 in Old Windsor das Grove House errichten, in einer Mischung von indischem Mogul-Stil, chinesischem Stil und Neugotik. Er galt als Exzentriker und ließ das – nicht erhaltene – Gebäude, das viel Aufsehen und Kritik erregte, später auf Anregung seines Freundes Horace Walpole zu einer neugotischen Priory (dem nachempfundenen Priorat eines Frauenklosters) umbauen. Walpole – der „Apostel“ des neugotischen Stils – rühmte sich, Bateman, den Begründer des englischen Sharawadgi-Stils, „von einem Chinesen zu einem Goten konvertiert“ zu haben: „Alle seine Pagoden nahmen den Schleier.“ Beide „irregulären“ Stile forderten mit ihrer ungezügelten Vielgestaltigkeit den durch strenge Formalität, geometrische Ordnung und antikisierende Motive geprägten Klassizismus heraus. Doch erwies sich diese Antithese bisweilen als bloße Rhetorik, wenn der klassizistische Innenarchitekt Robert Adam bei seinen Ornamenten (Deckenstuck, Kamin, Lambrequins, Sitzbezüge, Teppiche) etwa griechisch-antikisierende Peltast-Schilde mit Pagondendächern, Sonnenschirmen und Glöckchen kombinierte. Der anglo-chinesische Stil mit seiner ornamentalen Unregelmäßigkeit, Bewegtheit und seinem variablen Naturreichtum wurde damit zugleich zum Sinnbild von ästhetischer und politischer Freiheit im Sinne der Whig-Partei. Der Maler William Alexander (1767–1816) schuf zahlreiche Darstellungen der chinesischen Kultur und Gesellschaft. Im frühen 19. Jahrhundert setzte sich die Chinoiserie-Mode etwa in der Innenausstattung des Royal Pavilion in Brighton fort, den der Prince of Wales von 1815 bis 1823 im äußeren Stil eines indischen Mogulpalastes errichten ließ. Dabei offenbart sich eine unklare Abgrenzung der ostasiatischen Stile, die aus der unzureichenden Kenntnis ihrer unterschiedlichen Charakteristika resultierte. Im 18. Jahrhundert war die Verwechslung der Begriffe Chinese mit Indian noch recht verbreitet, was daher kam, dass chinesische Waren vor allem von der Britischen Ostindien-Kompanie importiert wurden, weshalb chinesische Tapeten oft als Indian papers bezeichnet wurden.

Chinoiserie-Interieurs mit Lack
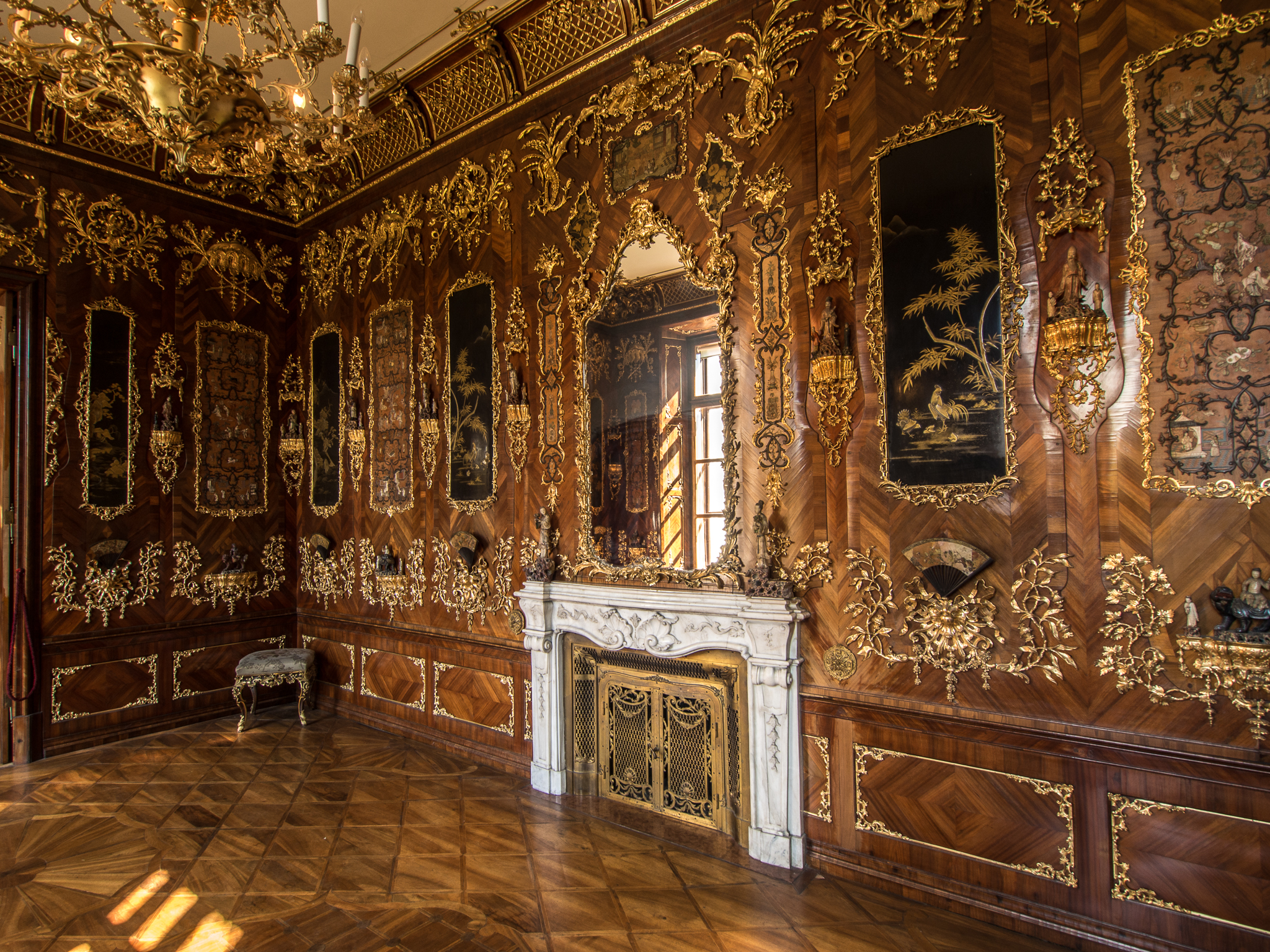
Chinesisches Zimmer, Schloss Hetzendorf, Wien. Originaler Schwarzgoldener Lack, Fächer und Figurinen in einem kostbaren und sehr fantasievollen barocken Boiseriedekor
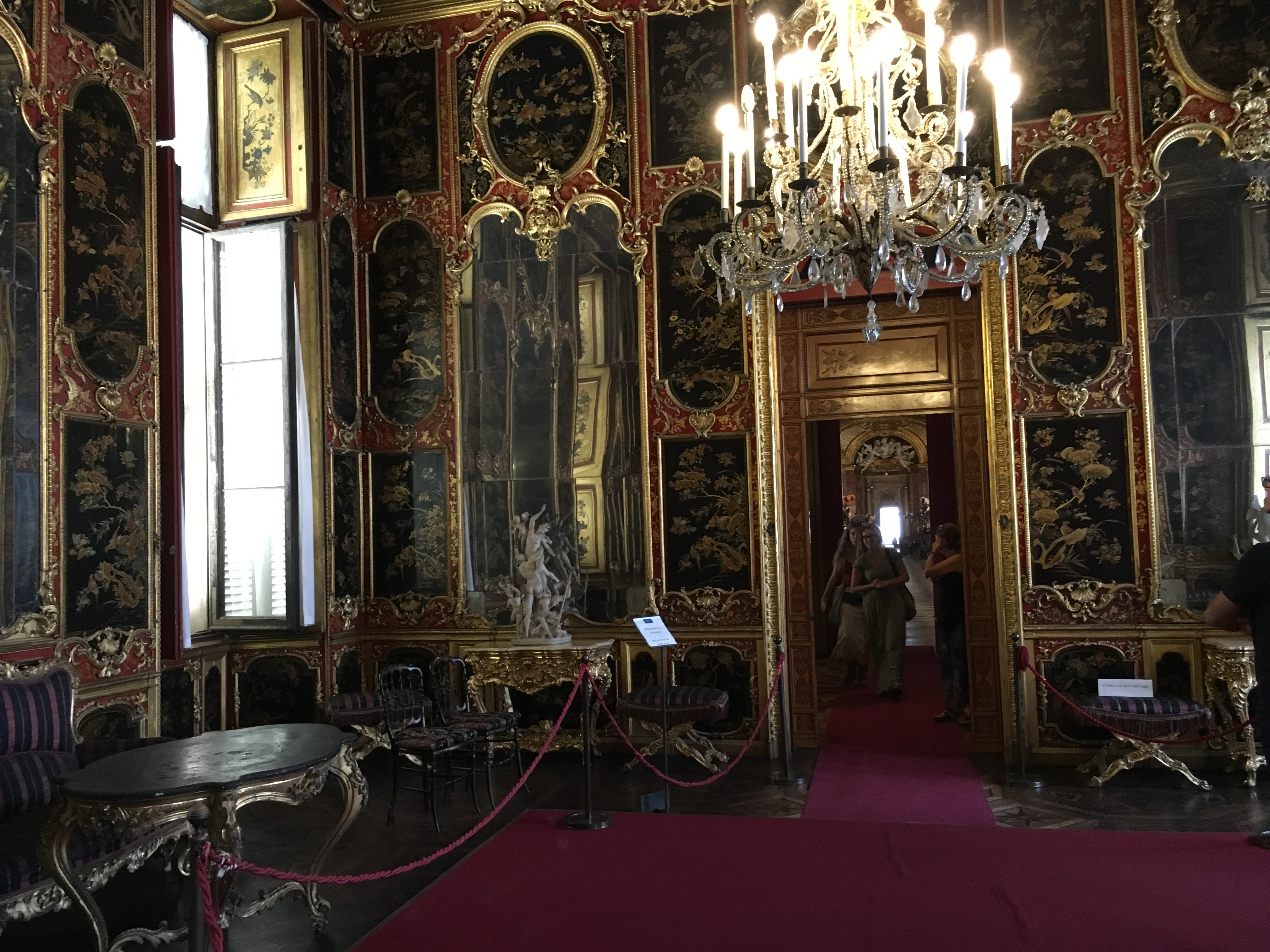
Gabinetto cinese mit Tafeln aus echtem asiatischem Schwarz-Goldlack in rotgoldener (europäischer) Lackvertäfelung, Palazzo reale, Turin

Chinesische Malerei und Tapeten
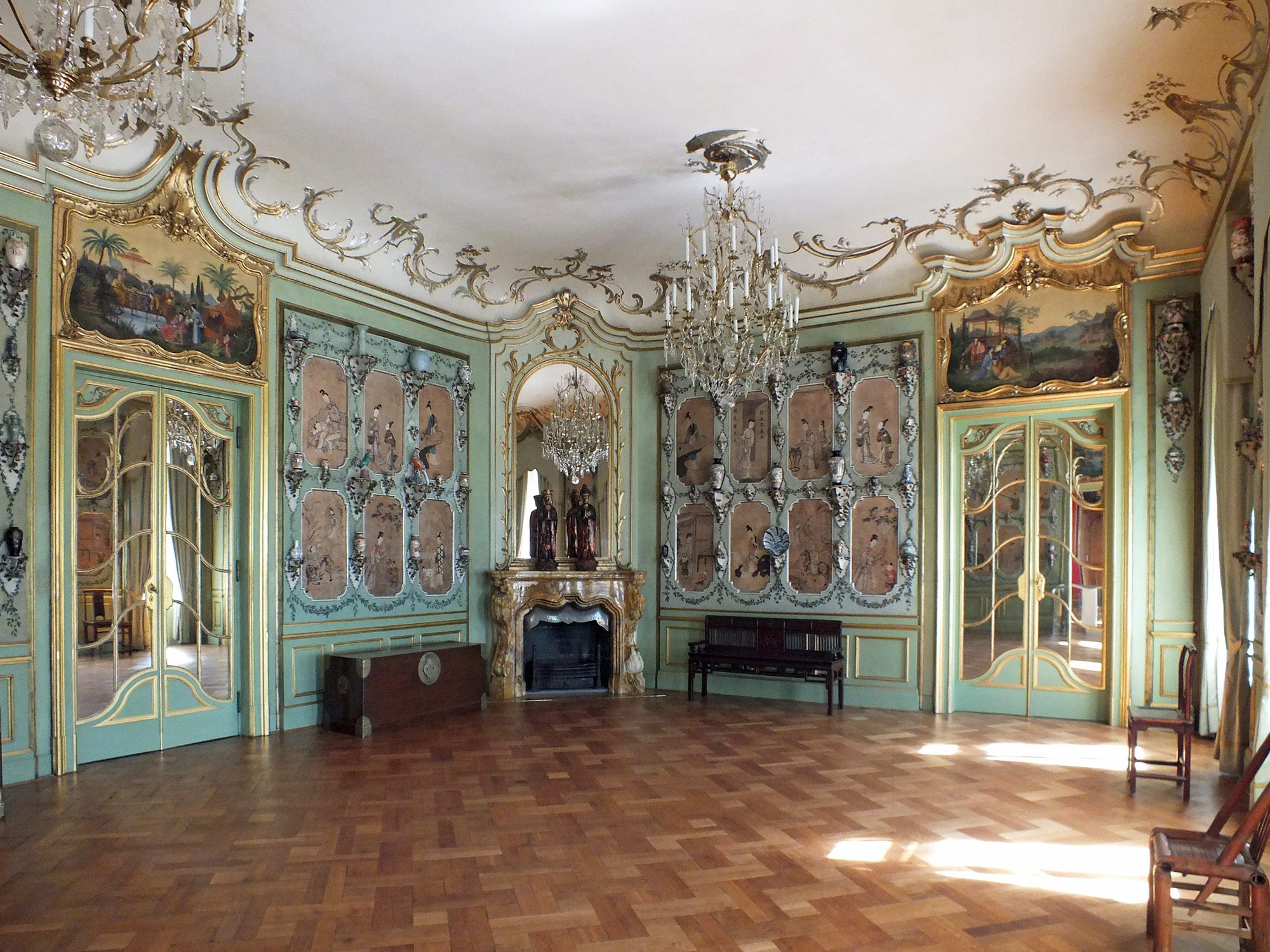
Chinesisches Zimmer, Schloss Lichtenwalde, Sachsen. Chinesische Malereien und Porzellan in einem sehr feinen Rokoko-Boiserierahmen
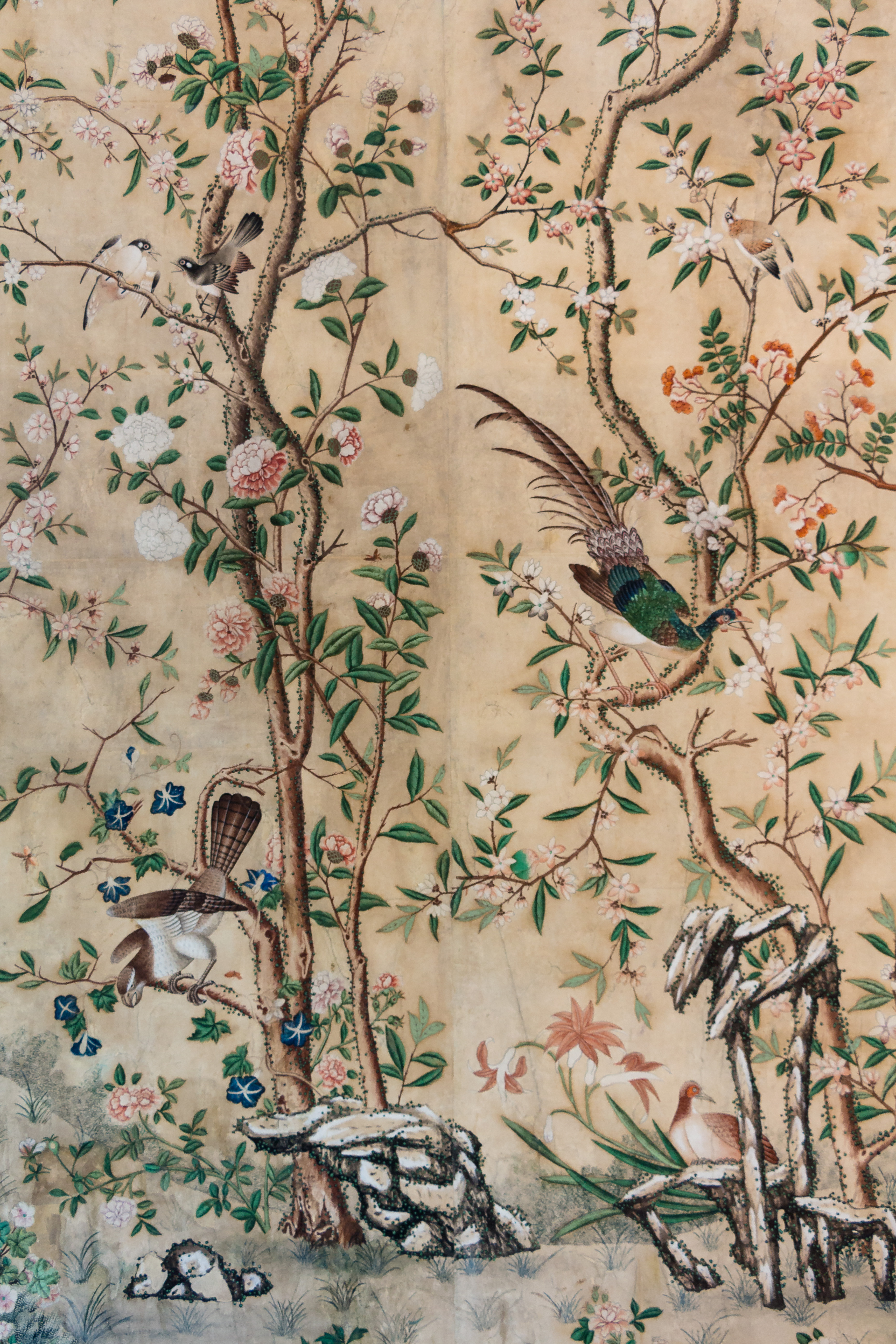
Chinesische Papier-Tapete, Schloss Hellbrunn, Salzburg
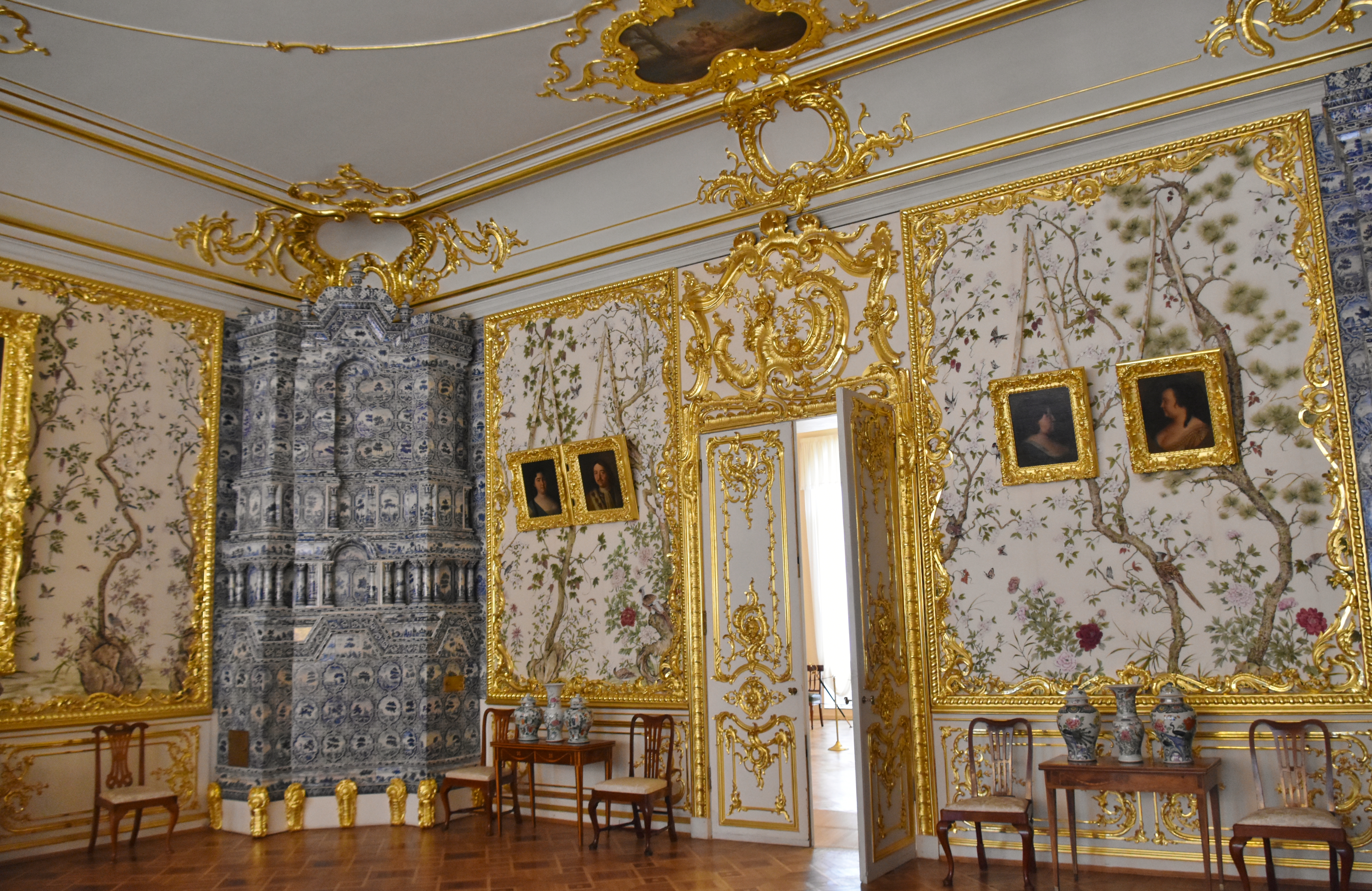
Chinesischer Salon von Alexander I. mit Seiden-Tapeten im chinesischen Stil, Katharinen Palast, Zarskoje Selo
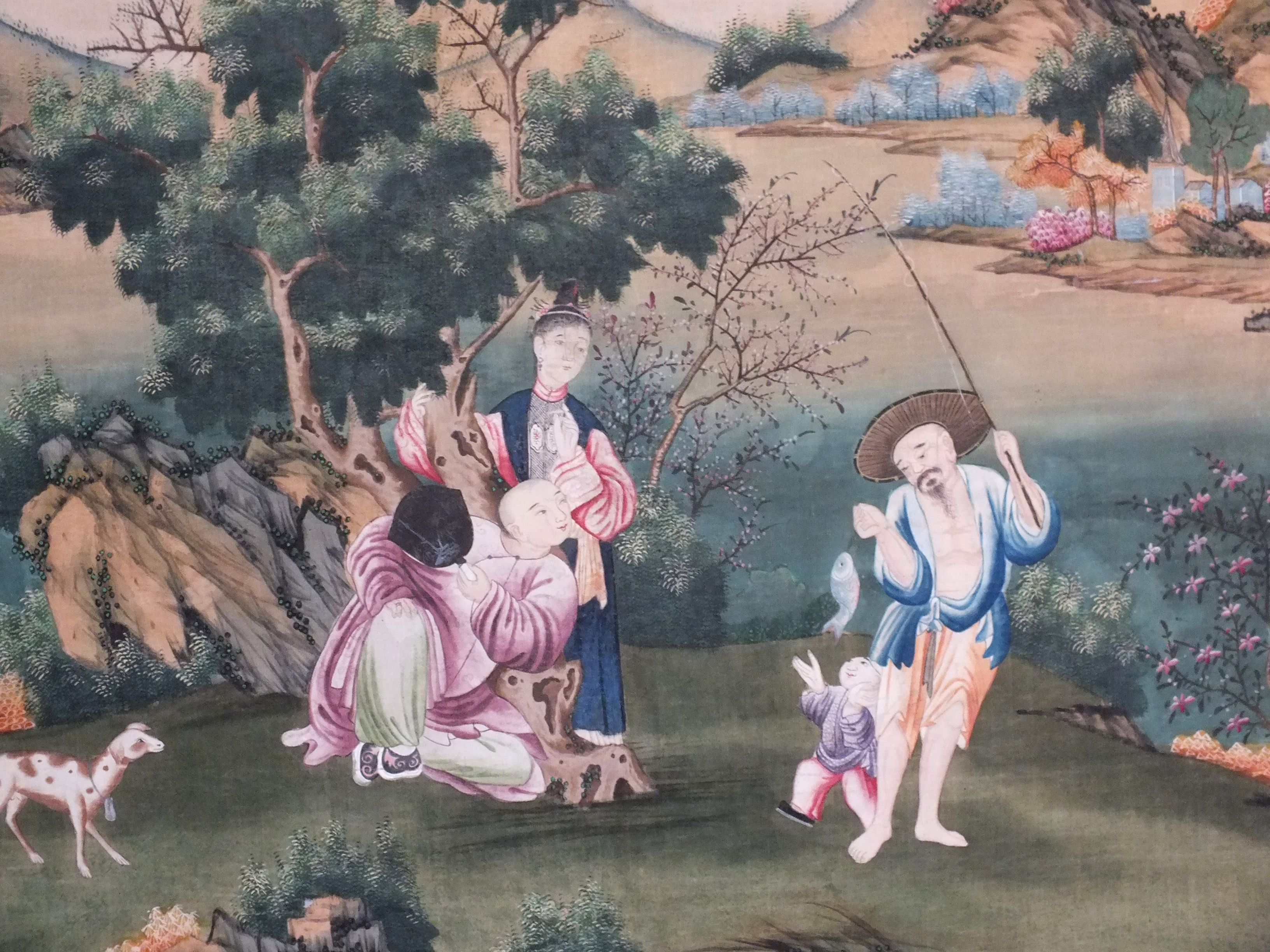
China-Tapete (Detail) in Schloss Eszterházy, Eisenstadt
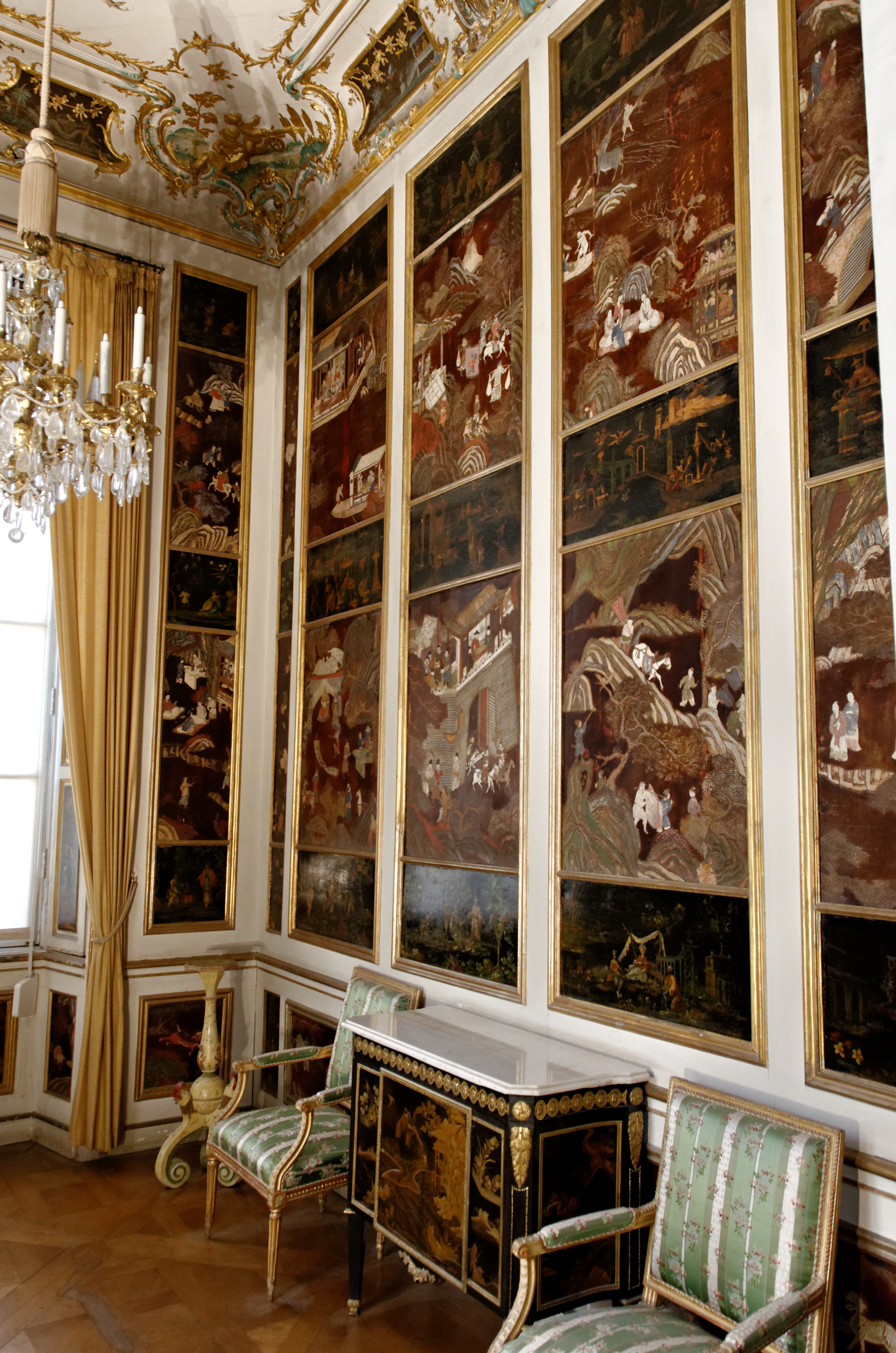
Chinesisches Kabinett, Schloss Nymphenburg, München. Echte Chinesische Malereien umrahmt von kleinen Feldern mit europäischen schwarzen Lackarbeiten.
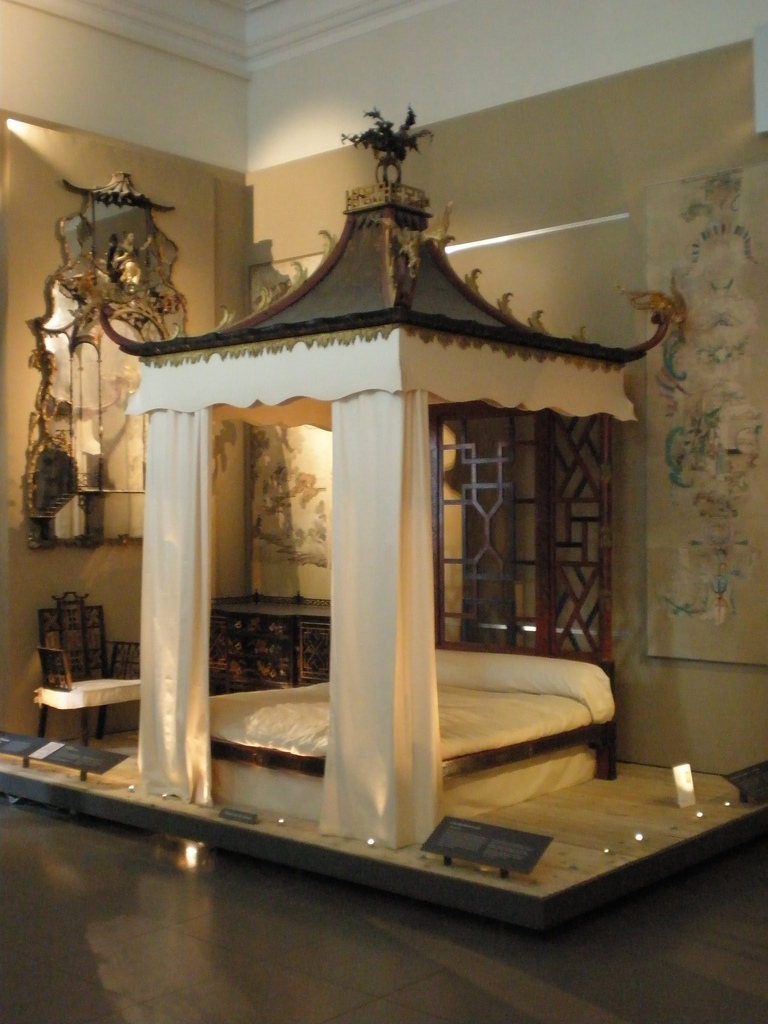
Chinoiseriedekor mit dem „Badminton Bed“ (Bettvorhänge nicht original!), William & John Linnell, Victoria and Albert Museum, London

Fantasie-Chinoiserie
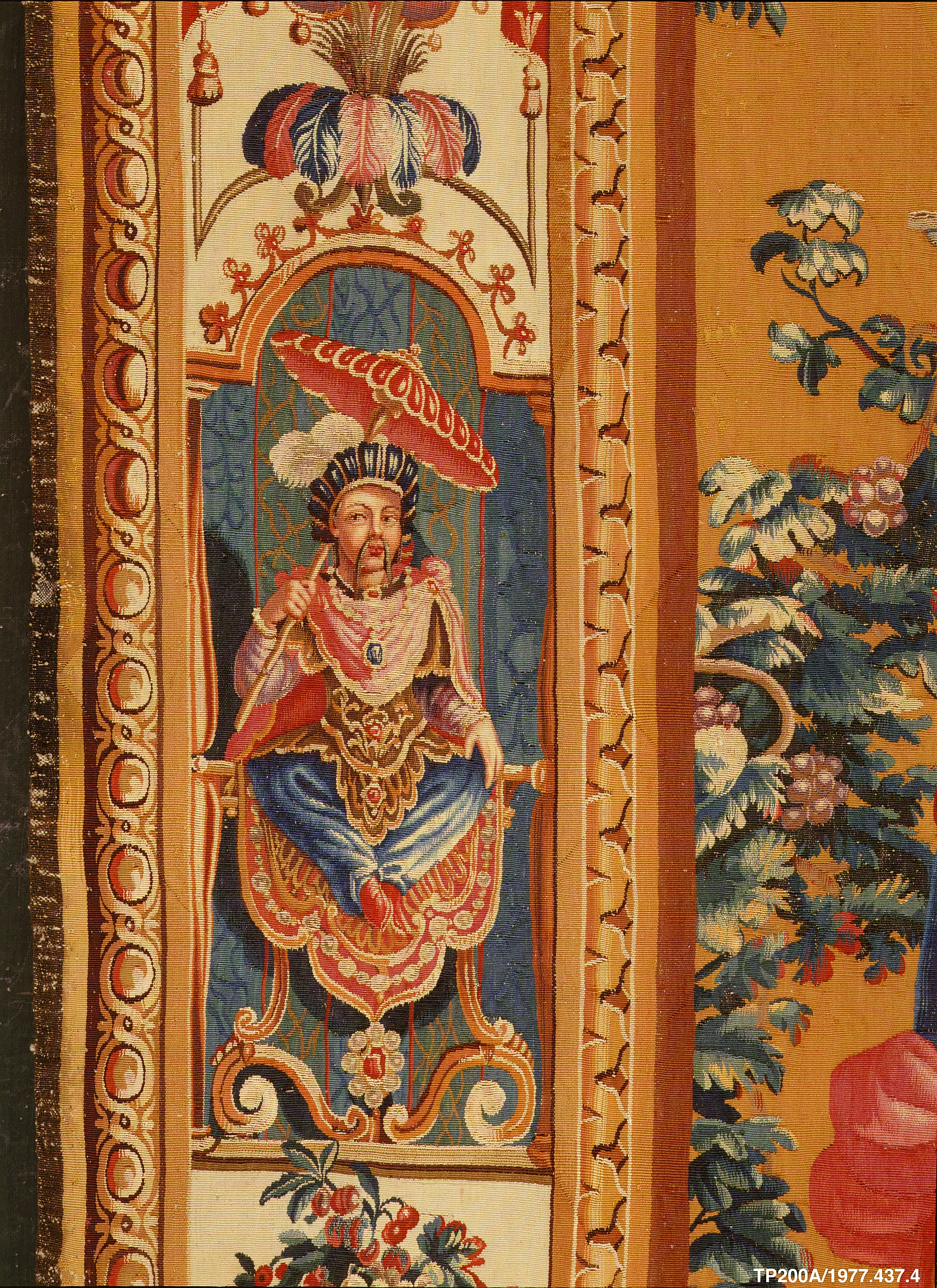
Chinese auf dem Gobelin Das Opfer des Bacchus von Jean Bérain, Metropolitan Museum, New York
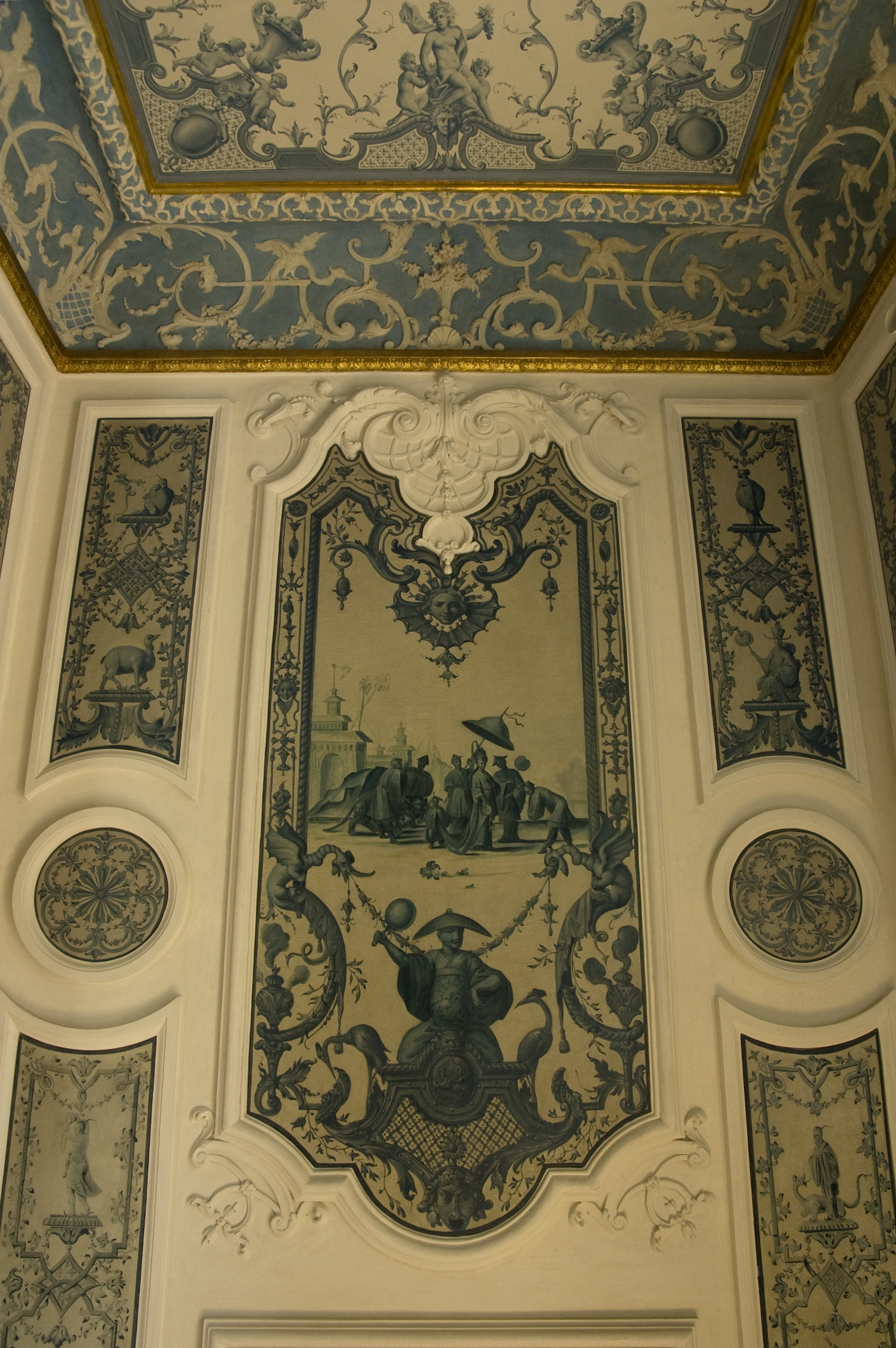
Wandmalereien mit chinesischen Grotesken im Eingang der Pagodenburg (1716–19), Schlosspark Nymphenburg
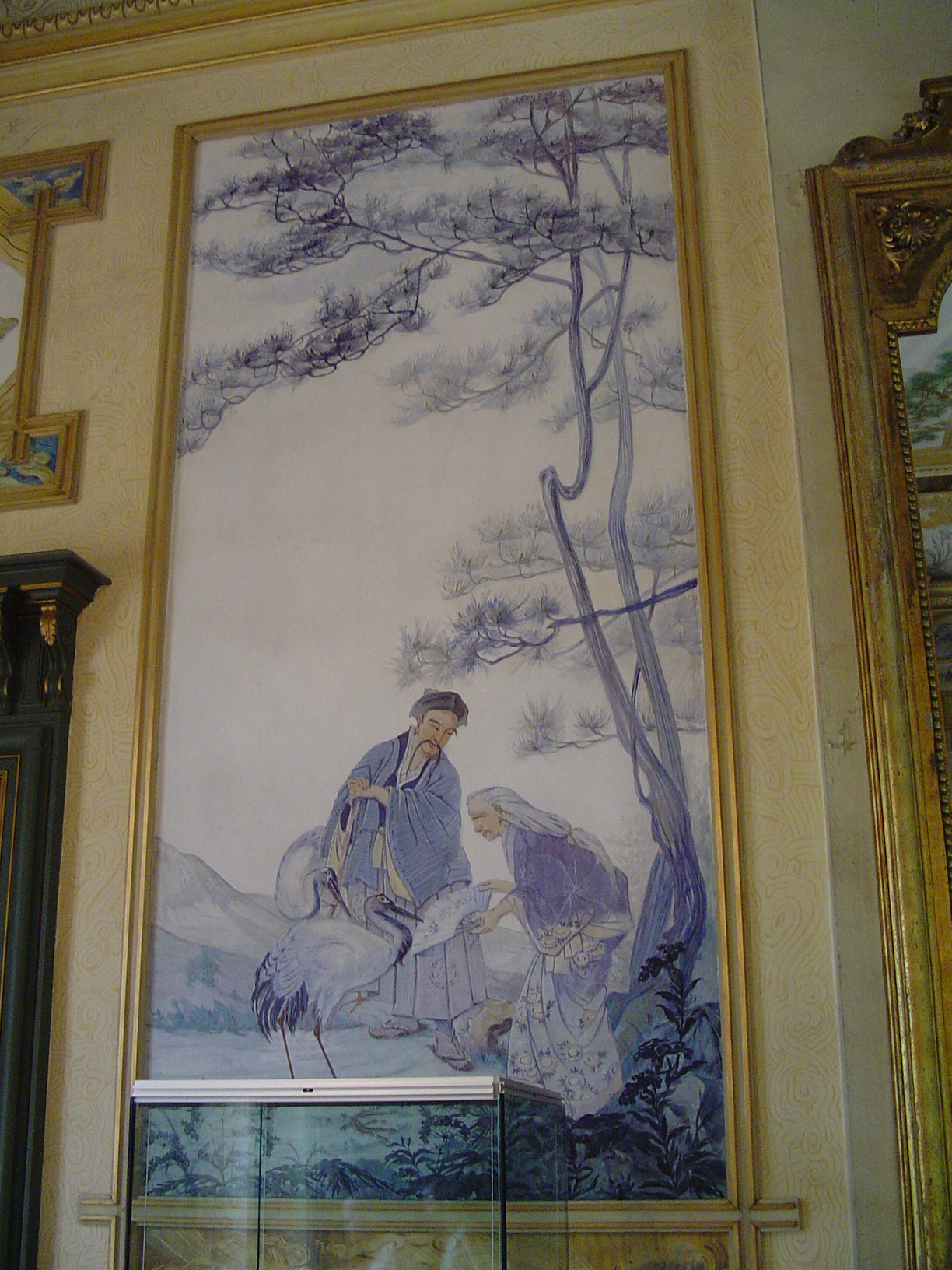
Fantasiemalerei in Schloss Pillnitz
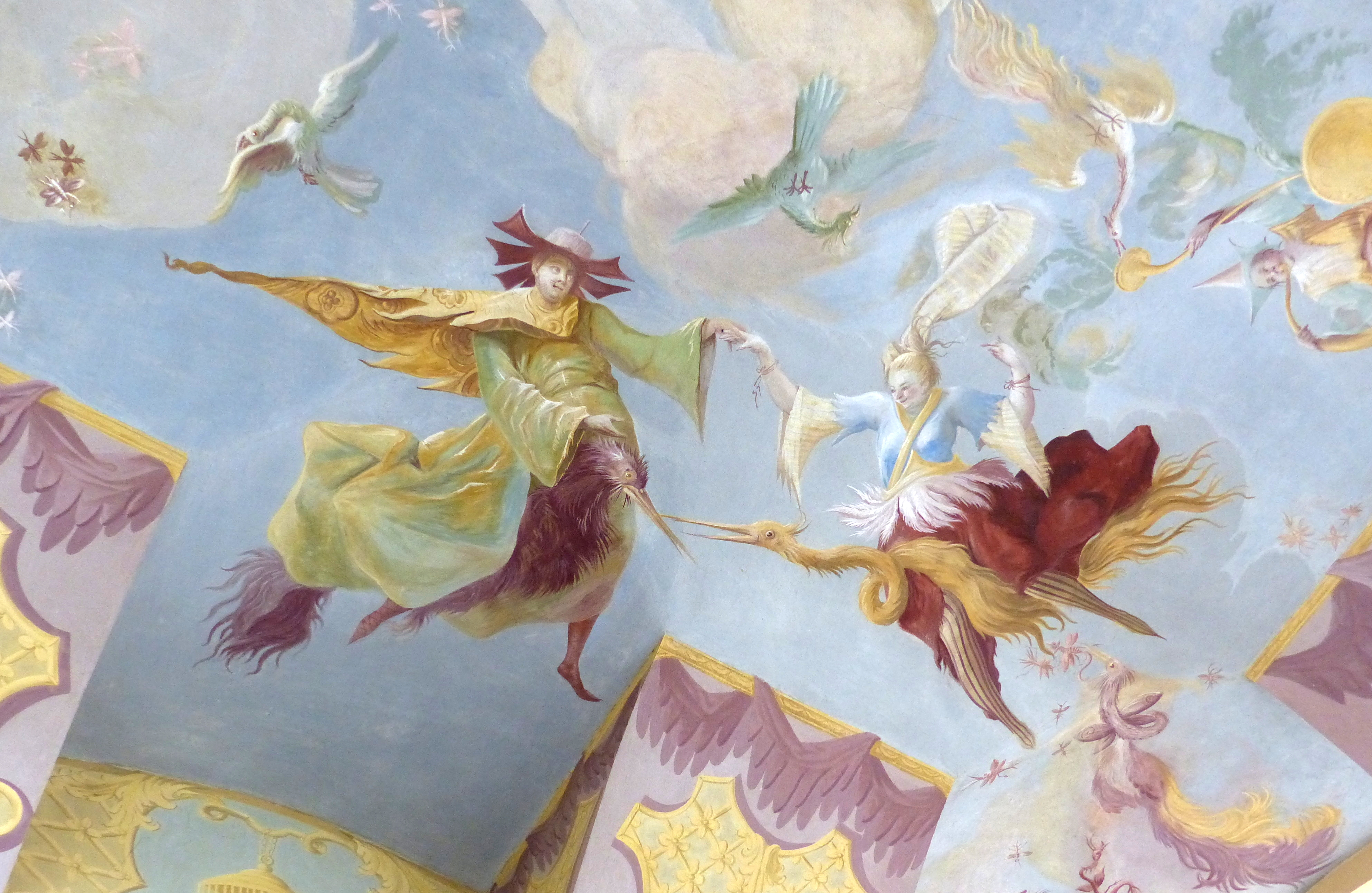
Fresken mit fliegenden chinoisen Figuren in der Sala terrena von Stift Altenburg (Werkstatt von Paul Troger, 1730er Jahre (?))
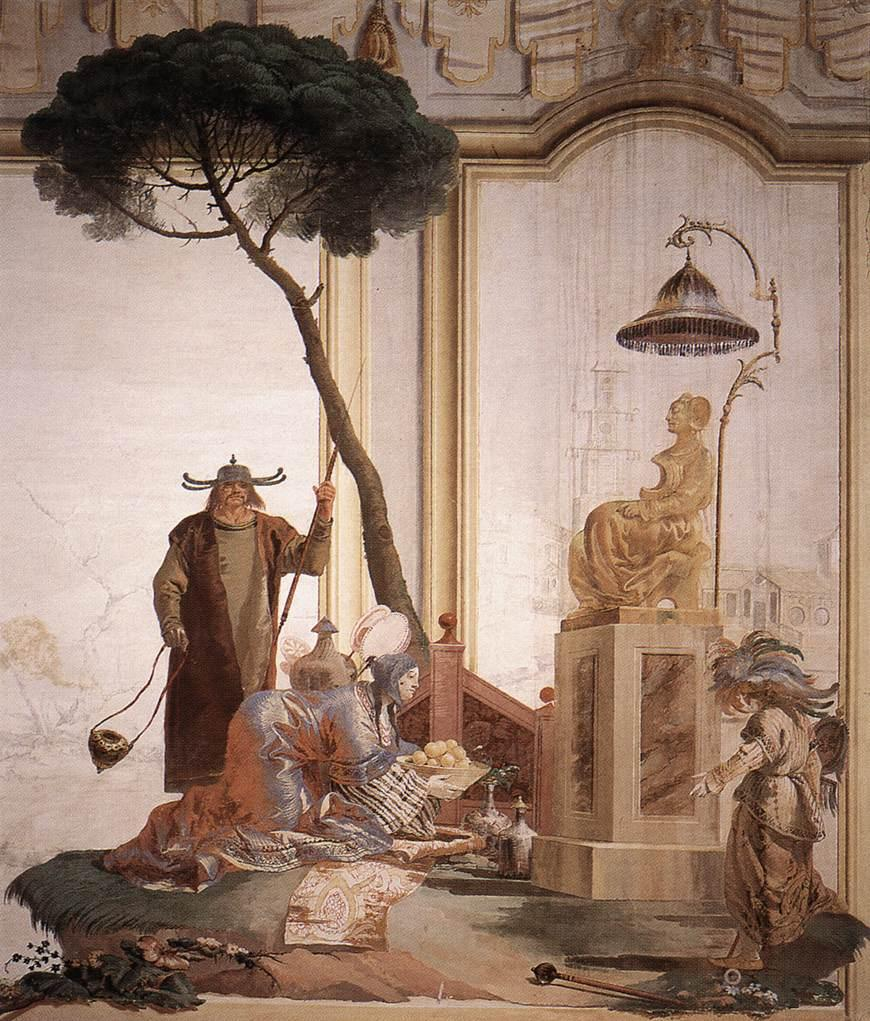
Giovanni Domenico Tiepolo: Opfer von Früchten für die Mondgöttin (1757), Villa Valmarana ai Nani, Vicenza

## Architektur

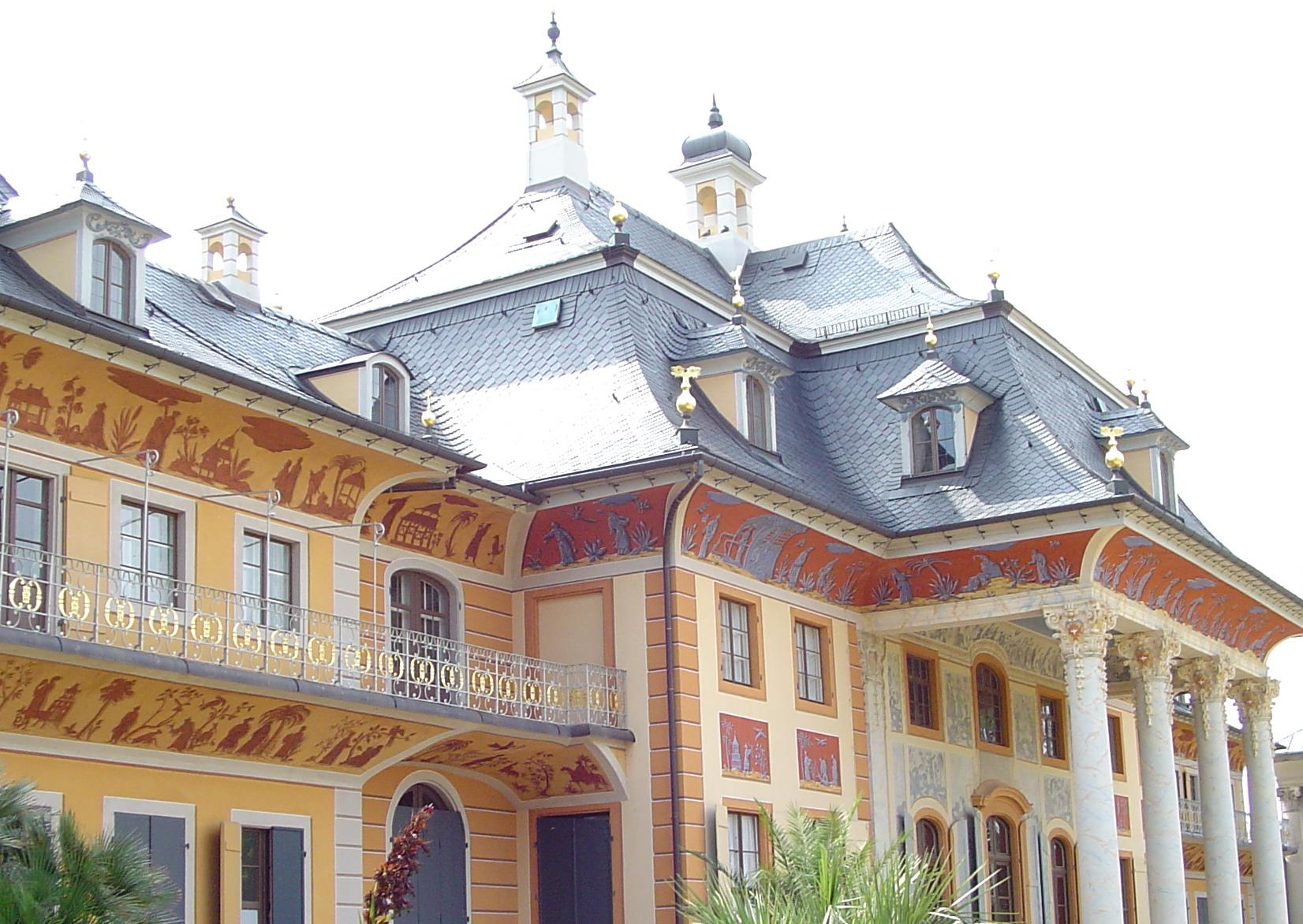
Schloss Pillnitz im „chinesischen“ Stil

Häufig wurden kleinere Parkschlösser und -pavillons „chinesisch“ gestaltet: so schuf etwa Joseph Effner 1716–1719 im Schlosspark Nymphenburg die Pagodenburg. Vollständig im Stil der Chinoiserie ließ August der Starke ab 1720 Schloss Pillnitz bei Dresden erbauen, das später noch weiter ausgebaut und vergrößert wurde. Ein spätes Beispiel aus der Zeit des Rokoko und im frei fantasierenden Stil (der 2. Periode) ist auch das unter Friedrich dem Großen erbaute berühmte Chinesische Teehaus (1755–1764) im südlichen Teil des Parks von Sanssouci in Friedrichs Residenzstadt Potsdam, ein weiteres der von seiner Schwester Luise Ulrike von Schweden erbaute Chinesische Pavillon im Park von Schloss Drottningholm.

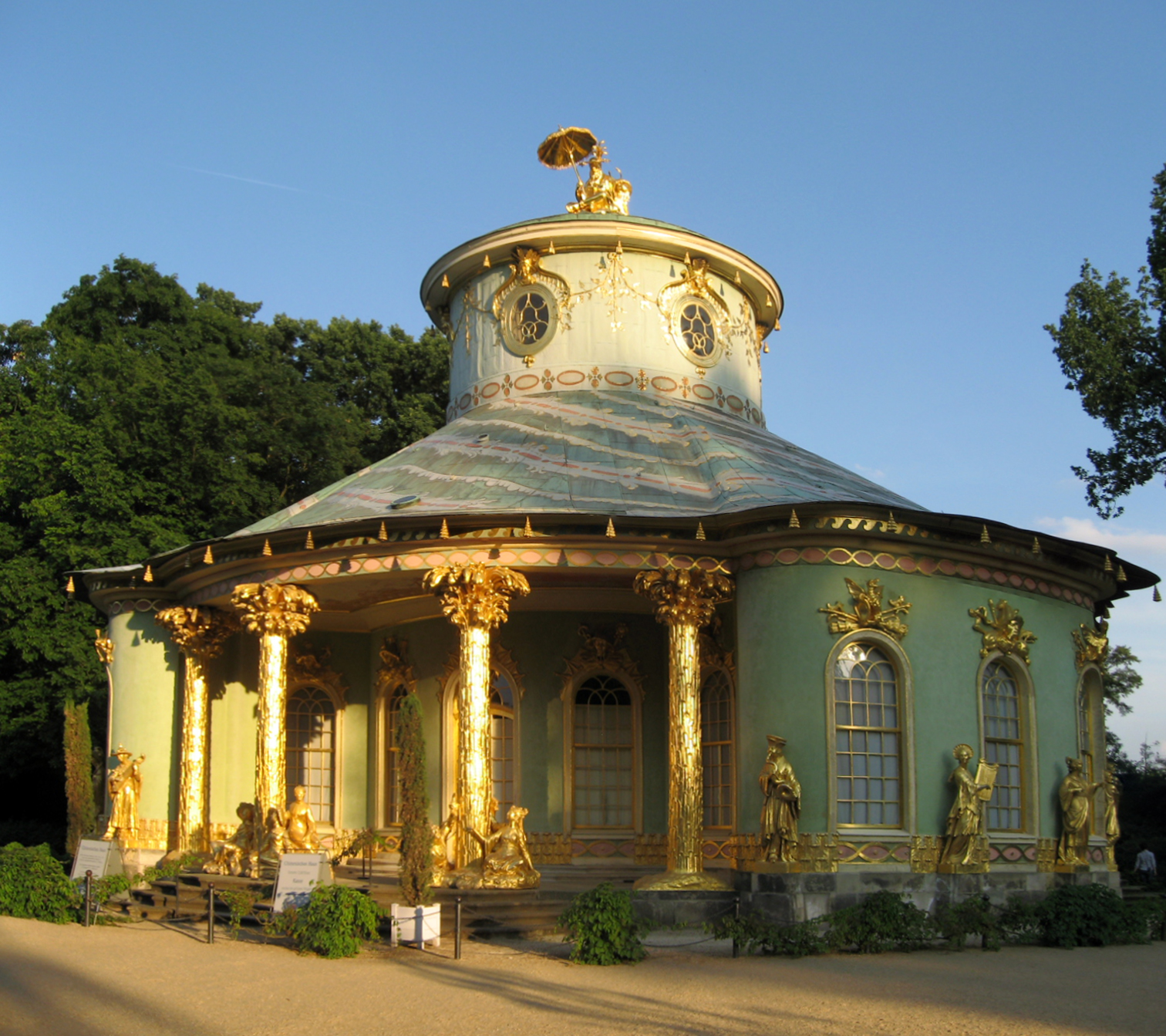
Chinesisches Haus, Park Sanssouci

Die klassizistische Phase (3. Periode) wurde 1762 durch den Bau von William Chambers’ chinesischer Pagode in Kew Gardens eingeleitet, die zum Vorbild diverser ähnlicher Bauten wurde, darunter auch das 1770–1772 entstandene Drachenhaus im Park von Sanssouci in Potsdam und der Chinesische Turm im Englischen Garten in München.
In der klassizistischen Chinoiserie-Phase entstanden außerdem die Pagode und das Teehaus im chinesischen Garten von Oranienbaum bei Dessau.
1781 errichtete man das „chinesische Dorf“ Mou-lang im Bergpark Wilhelmshöhe in Kassel. Auch chinesische Gärten wurden vielfach nachgeahmt.
→ Siehe auch: Galerie chinesischer Pavillons in Deutschland

## Bedeutende Personen der Chinoiserie
Jean-Baptiste Pillement, der als gebürtiger Franzose 1750 nach London zog, war einer der einflussreichsten Designer der Chinoiserie in Britannien und die Vorlagen aus seinem Buch A New Book of Chinese Ornaments (1755) fanden Eingang in unzählige Porzellanfiguren, Pavillons und Stoffe.
William Chambers – der lange Zeit als Kaufmann in China verbrachte – hatte 1757, nach seiner Rückkehr nach England, ein Buch über ostasiatische Baukunst verfasst (Designs of Chinese buildings); 1763 ein Werk über den von ihm in Kew angelegten Park mit Kupferstichen der dortigen orientalischen Bauten: Pagode, Moschee, Alhambra und 1772 ein Buch über chinesische Gärten, in dem er den Bau chinesischer Parkbauten anregte. Dadurch löste Chambers eine europaweite neue »Chinoiserie«-Mode aus. Sein Werk fand auch Verwendung bei der Gestaltung des Chinesischen Pavillons im Schlosspark Pillnitz bei Dresden. Die Abbildungen seines Buches zieren das Innere dieses Pavillons.